# Escultura d'Albània

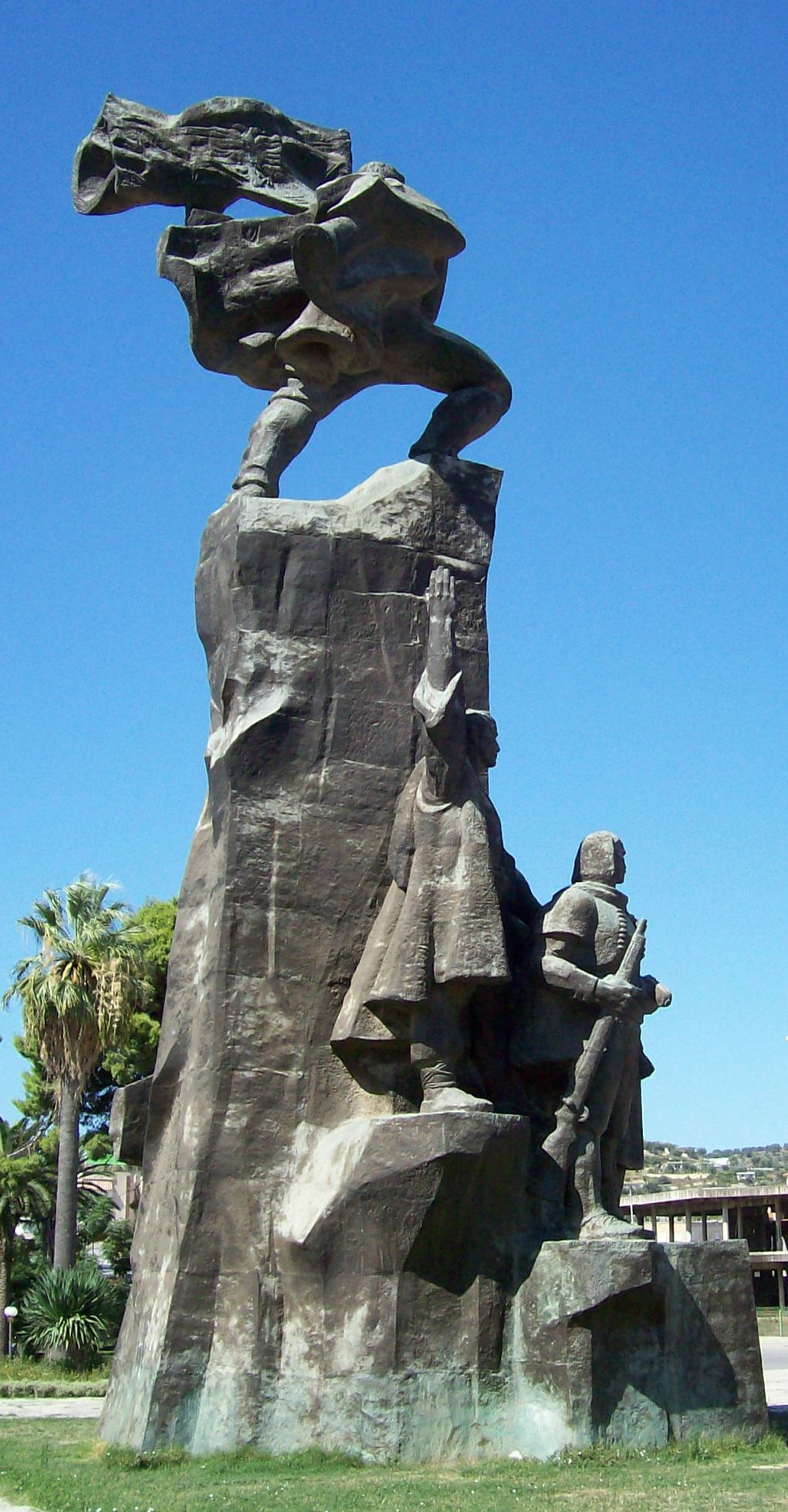
Monument a la Independència, a Vlora

L'escultura d'Albània és qualsevol manifestació artística en el terreny de la pràctica escultòrica, des de la prehistòria als nostres dies, realitzada pels escultors albanesos, escultures presents al territori d'Albània i escultures fora del país realitzades per persones albaneses.
Hi ha una llarga tradició escultòrica al territori albanés. Des de la prehistòria hi ha indicis d'aquesta activitat artística, amb períodes d'esplendor, com en l'època clàssica, i en l'anomenat renaixement de l'escultura albanesa, a la fi del segle xix i tot el segle xx.
Des d'abans de la independència del país, l'escultura ha manifestat un alt valor simbòlic del nacionalisme albanés. Les escultures amb el tema de Skanderbeg esdevingueren obligatòries en l'Acadèmia Albanesa de Belles arts al llarg del segle xx.
Amb l'arribada de la democràcia, la caiguda de les escultures d'Enver Hoxha s'ha convertit en un símbol internacional.
L'activitat creadora segueix sent excel·lent, tant dins del territori albanés com en la labor dels escultors albanesos emigrats arreu del món, una constant en la història de l'escultura albanesa.

## Escultura preclàssica

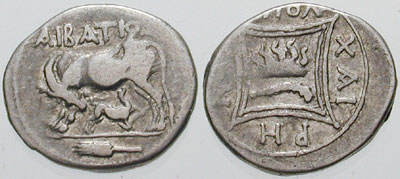
Moneda del jaciment d'Apol·lònia

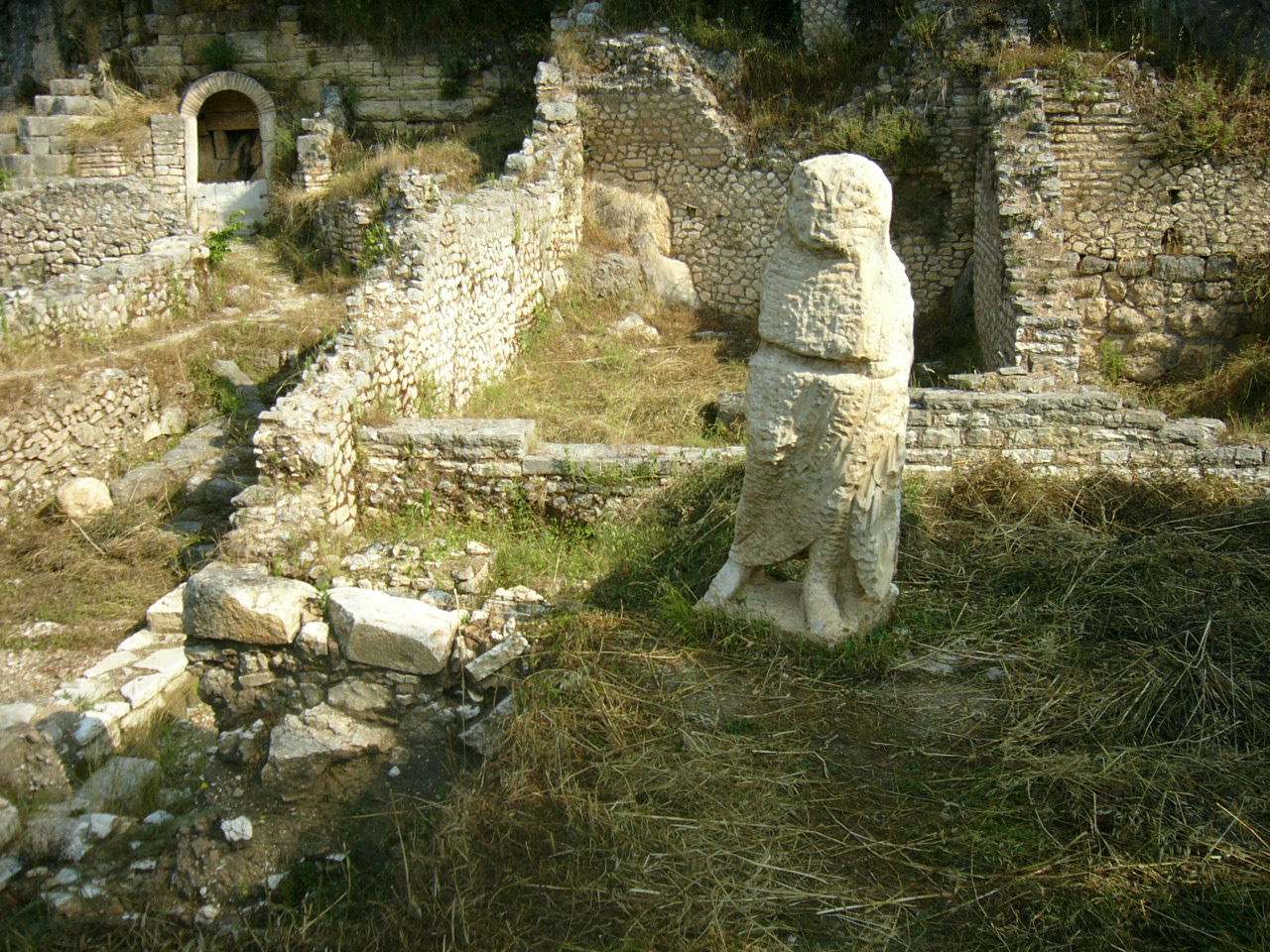
Escultura inacabada al jaciment arqueològic de Butrot

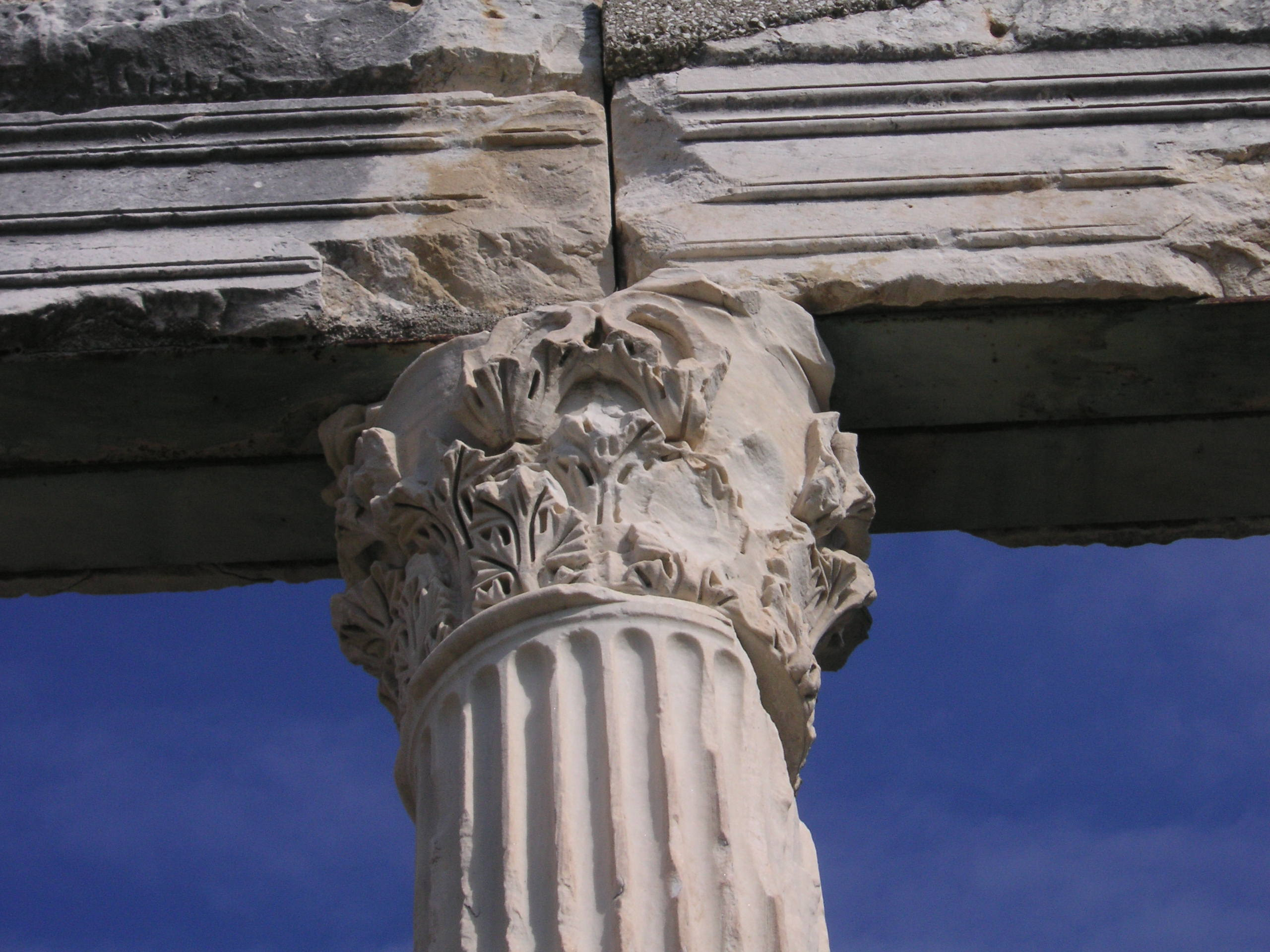
Capitell corinti d'Apol·lònia, Fier

Les primeres manifestacions artístiques es produeixen durant el Neolític.
Els objectes produïts en aquest ampli període són simples, amb una finalitat pràctica, però també dotats de valor estètic: peces d'ornament i decoració, petites escultures, etc.
A les ciutats d'Il·líria es creen grans escultures, exemptes, d'embalum redó i relleus, sobretot vinculats a la construcció de monuments. Originàriament les escultures adquiriren elements de l'escultura grega, especialment de la tradició de Corint i Cercira.
Moltes d'aquestes peces es conserven al Museu Nacional d'Arqueologia de Tirana, fundat el 1948.

## Època clàssica
Més tard, al s. VI, a més de connectar amb la tradició hel·lènica, les característiques de l'art il·liri es diferencien de la resta de l'art hel·lenístic.
Apol·lònia i Durrës esdevingueren importants centres d'art en aquests anys, fruit del treball dels artesans locals gdhendnin i skalisnin, és el sorgiment d'un estil especial, enfront de les creacions importades de la civilització hel·lènica.
Al Museu de Durrës, s'exposen algunes escultures sense acabar, testimonis dels llaurats en pedra que es fan en terra albanesa.
També s'han detectat traces de tallers primitius de ceràmica a Apol·lònia i Durrës.
Aquest període veu la proliferació de moltes estàtues petites de bronze i terracota, que representen motius i figures seculars de nens, pastors, etc.
En aquest període s'encunyen singulars monedes que apareixen en diferents jaciments arqueològics del país: a Apol·lònia, Durrës i Orik.
Amb la conquesta romana la producció artística de la zona es ressent, fins al moment en què els romans adopten les formes gregues. Tot aquest procés es detecta sobretot en l'escultura.
En general continuaren amb el realisme típic de l'època, però perdura en part la tradició clàssica anterior, i es manté una mica de l'esperit individual de la zona. Els principals centres de creació artística són Apol·lònia, Durrës i Botroti.
La major part de la producció escultòrica hel·lenística ha desaparegut, en part pel fet que l'estètica romana d'Orient no recolzava aquest gènere.

També podem trobar elements arquitectònics d'aquest període reutilitzats en edificis posteriors (esglésies i mesquites: un exemple el tenim en la columnata del sahn de la mesquita de Kavajë).

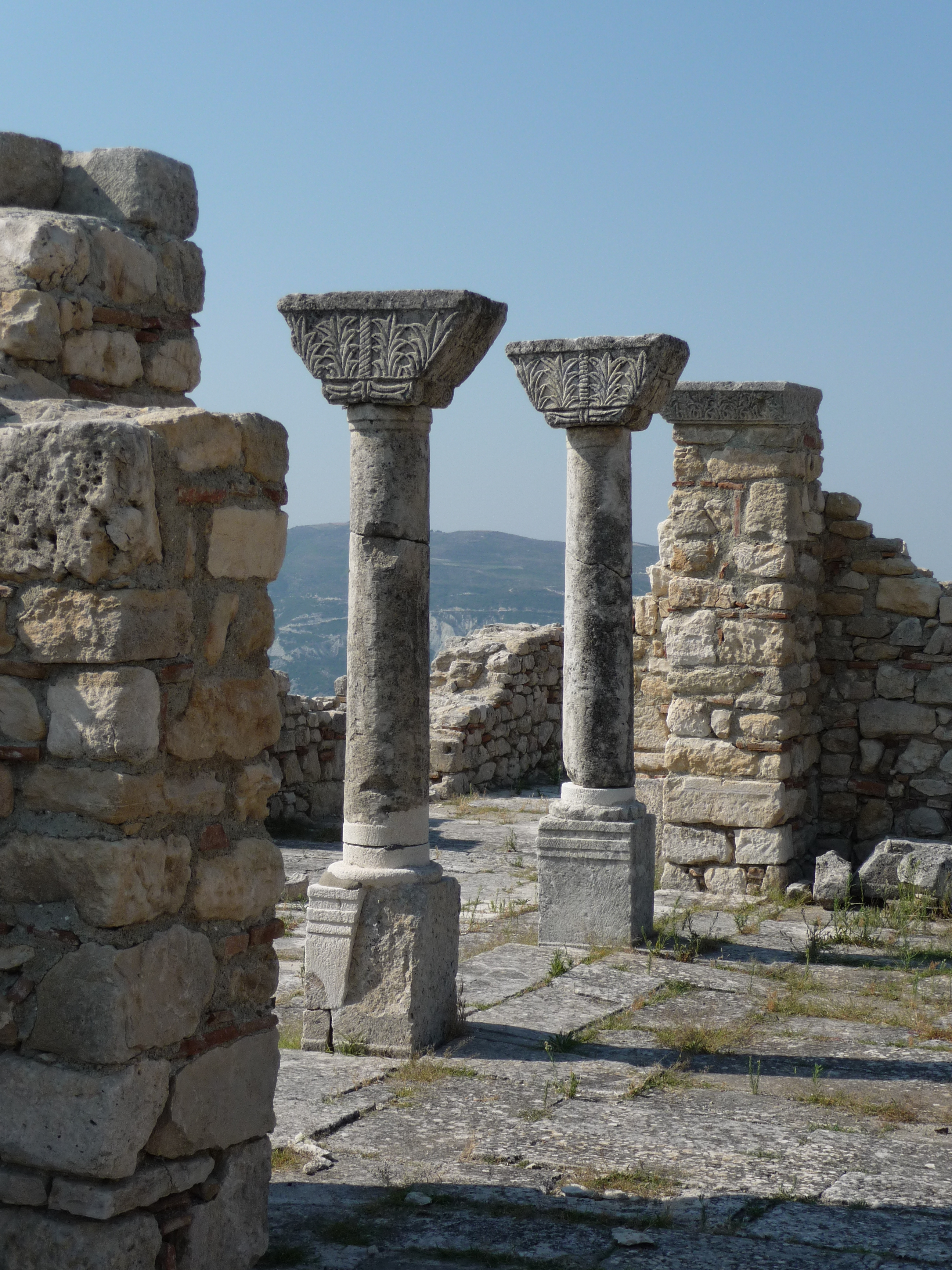
Stoa al Parc Arqueològic Nacional de Bylis. Època il·líria
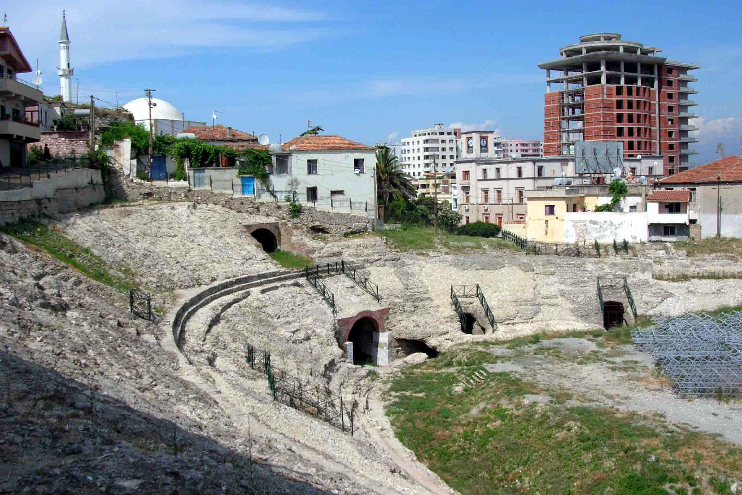
Amfiteatre de Durrës
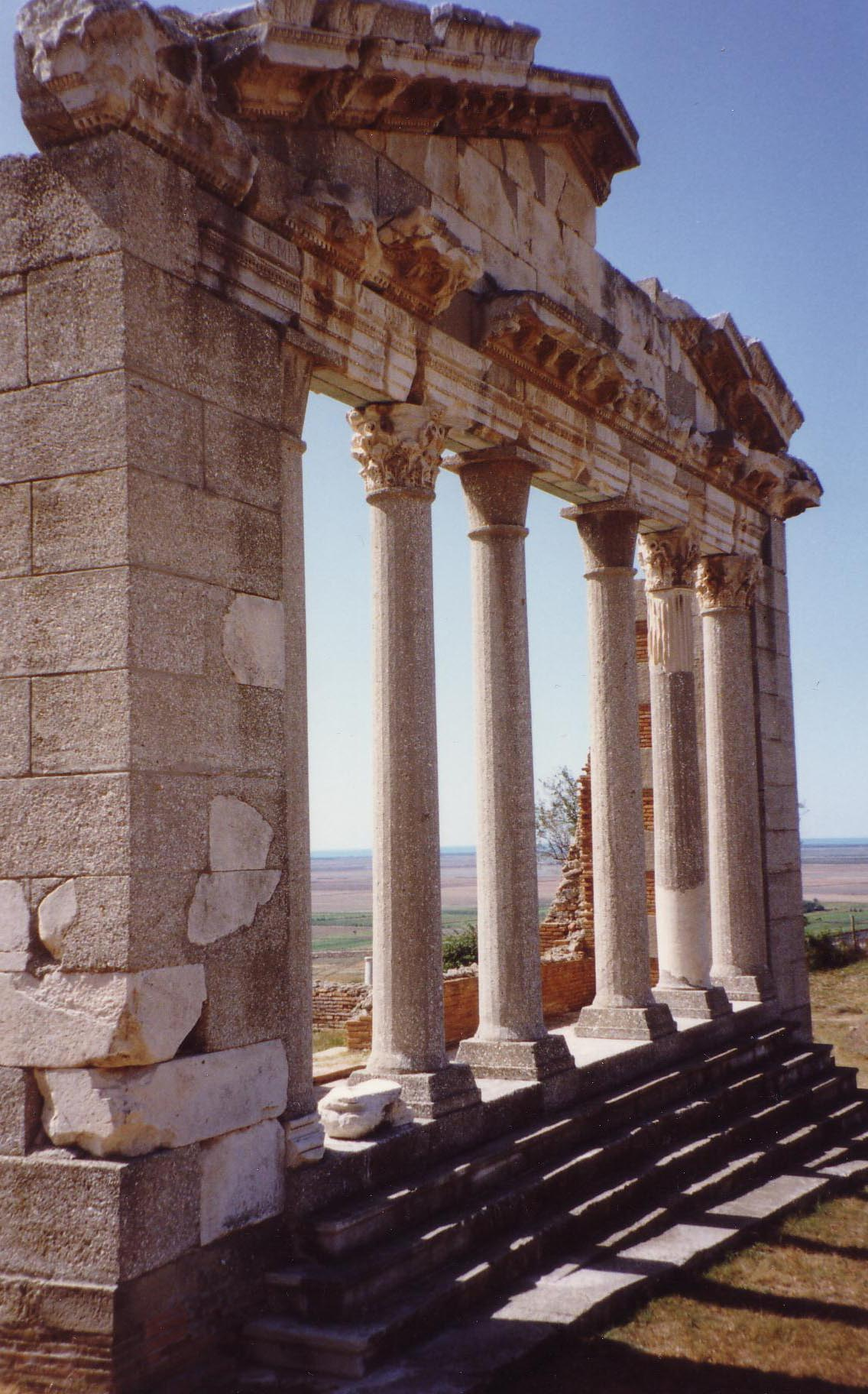
Ruïnes d'Apol·lònia prop de Fieri
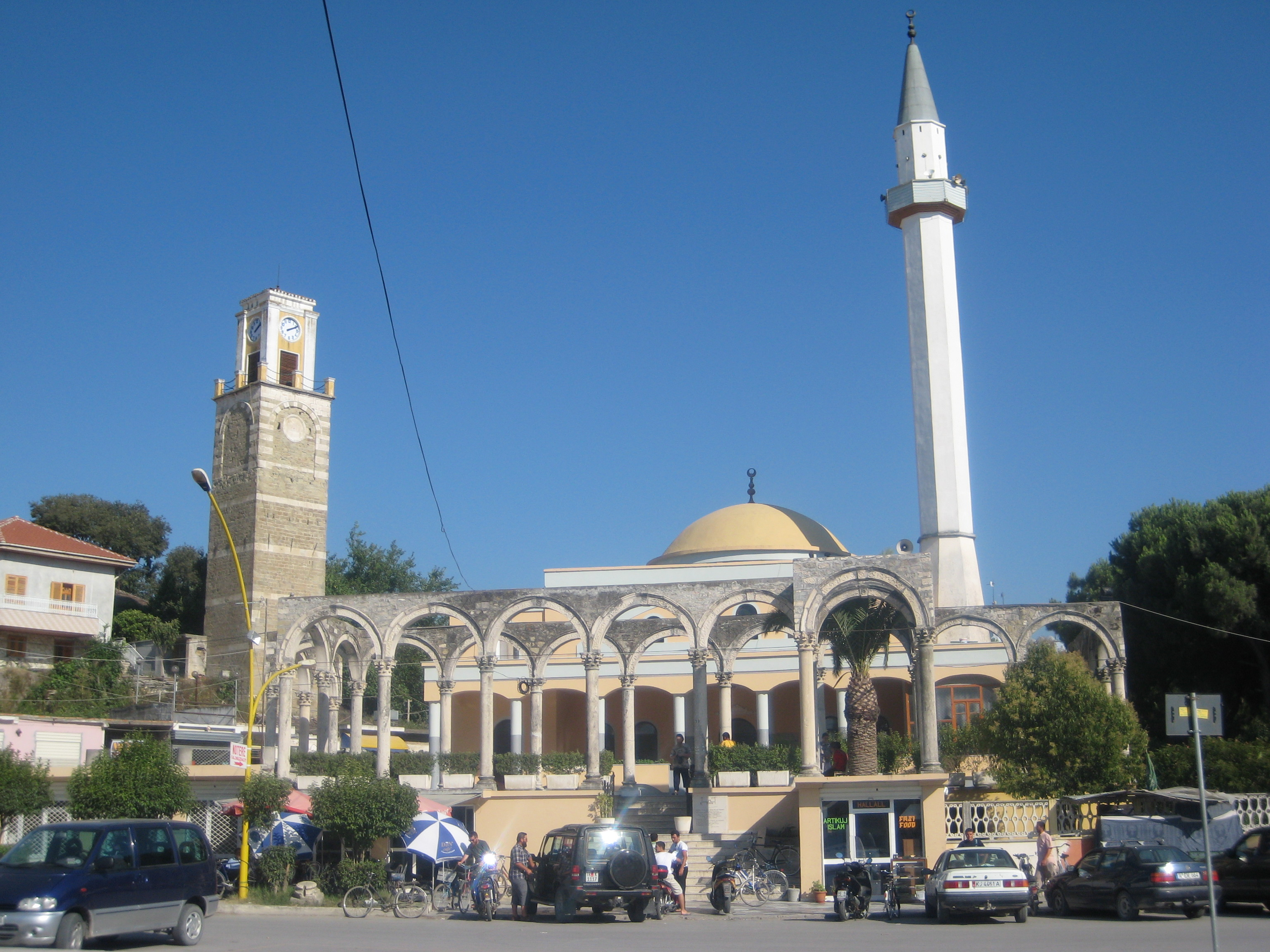
Mesquita de Kavaja amb capitells corintis

Un important jaciment d'escultures d'aquesta època el trobem a Butrot. D'allí procedeix la famosa dea de Butrot, conservada a Tirana. En el mateix emplaçament arqueològic es pot visitar un museu on s'exposen algunes peces d'escultura clàssica, com ara:

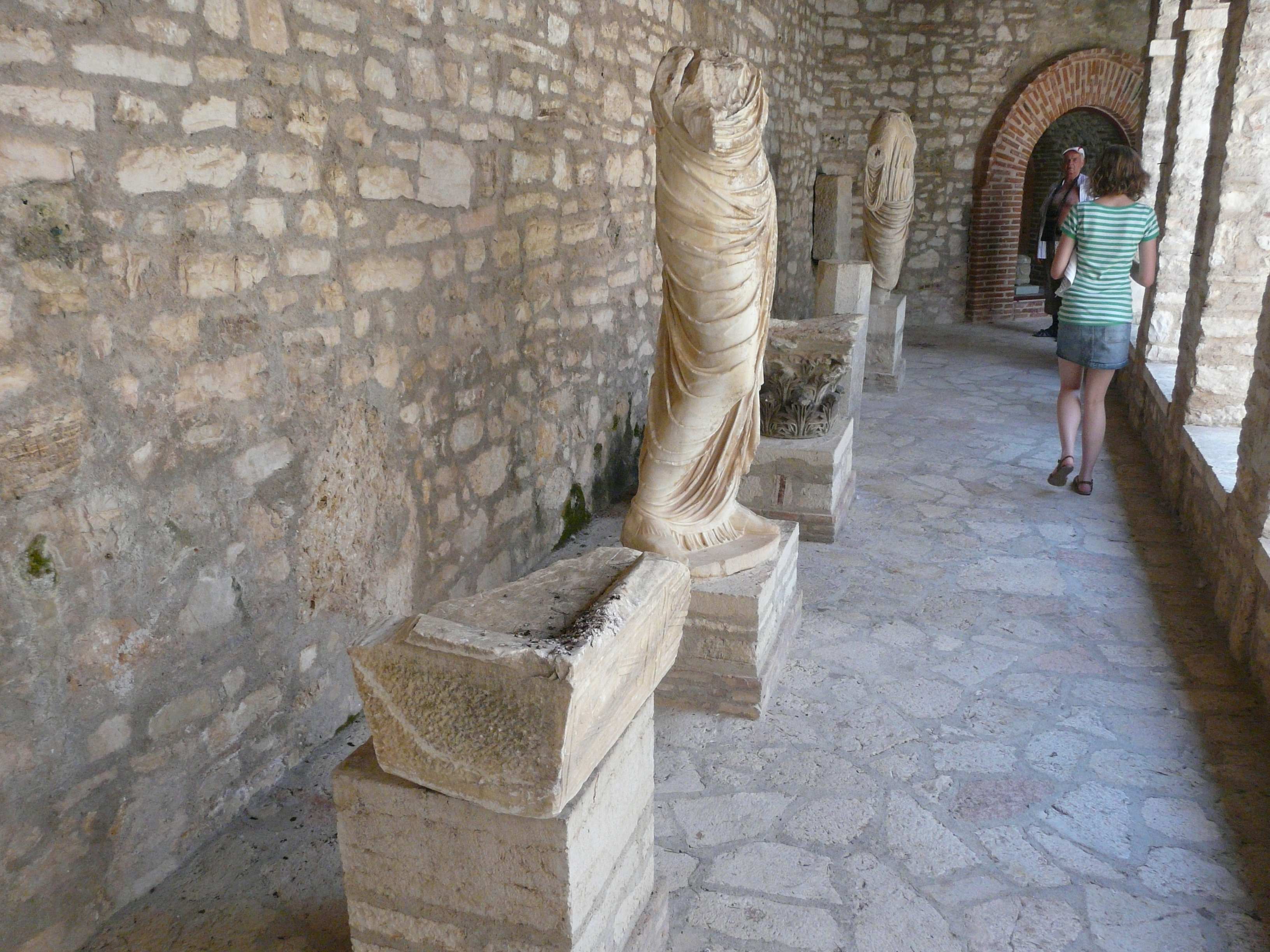
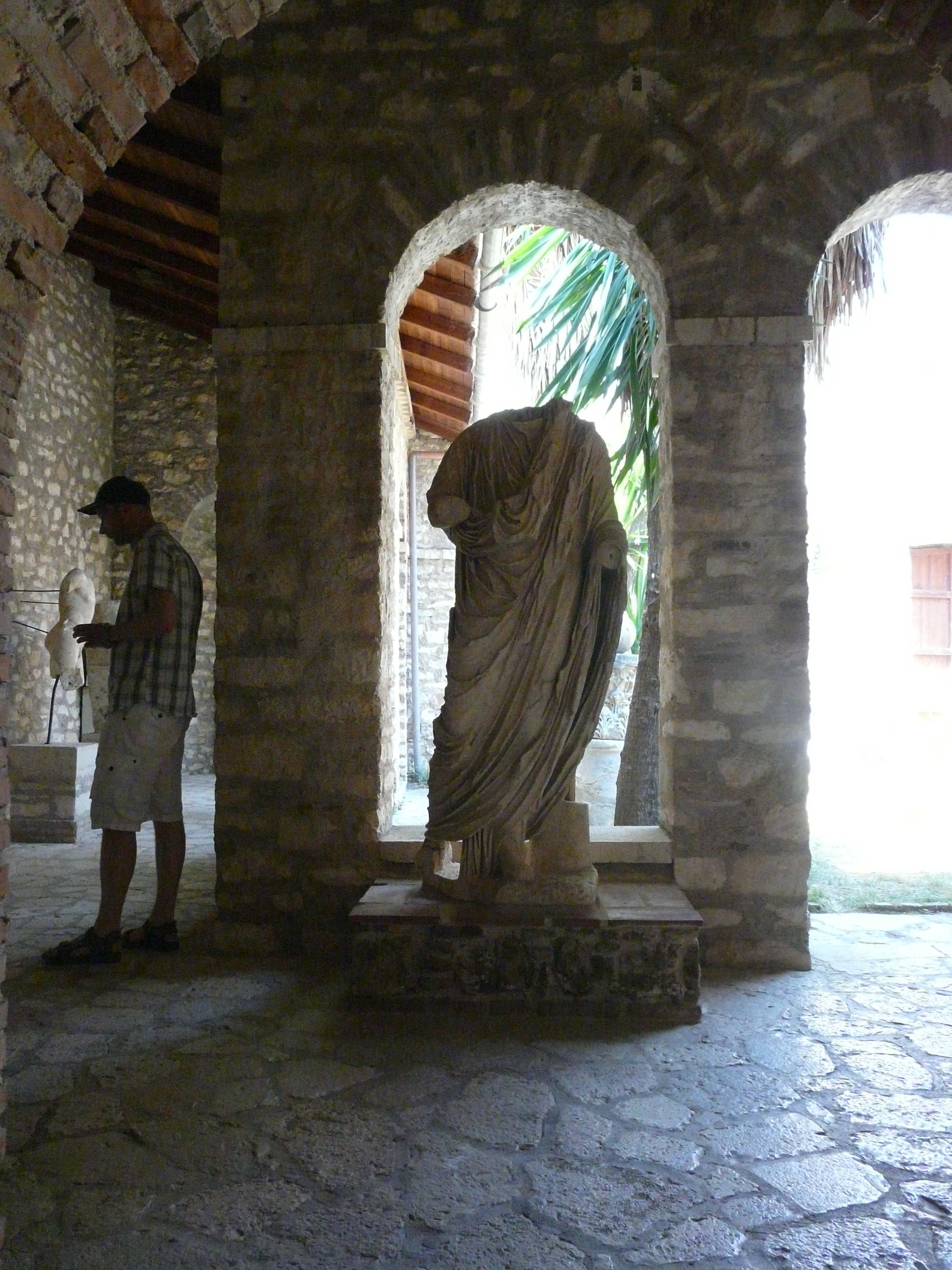
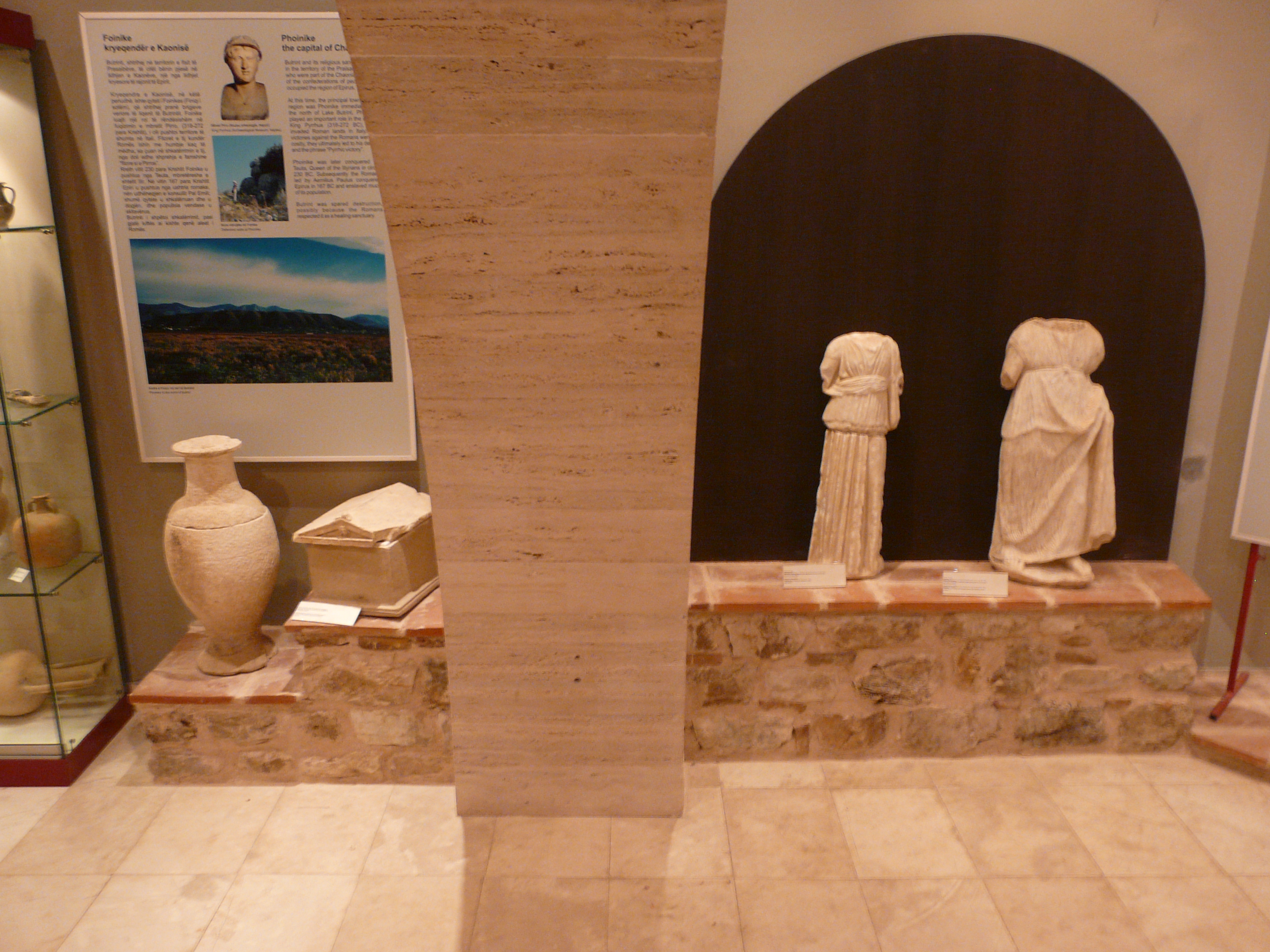
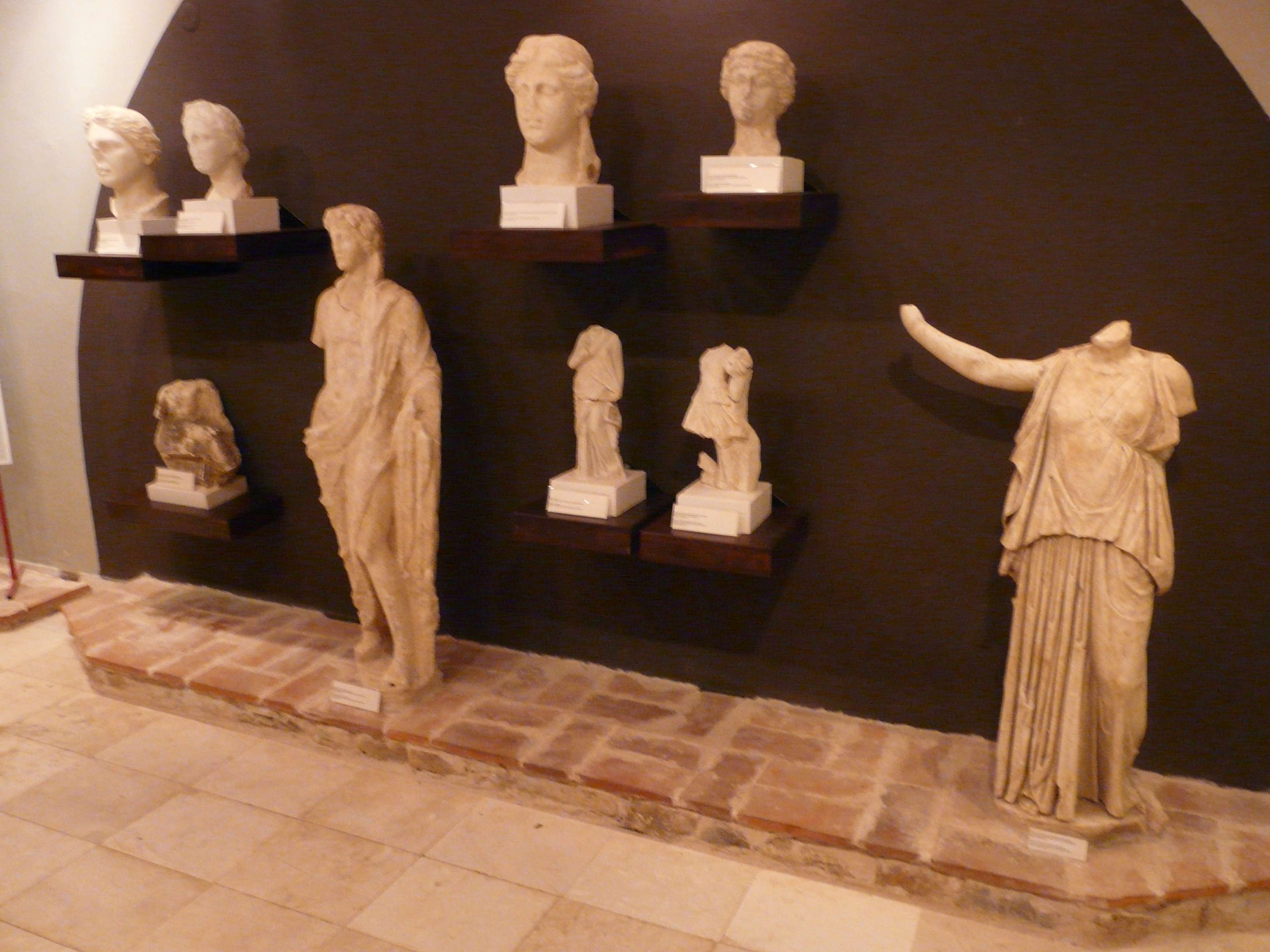
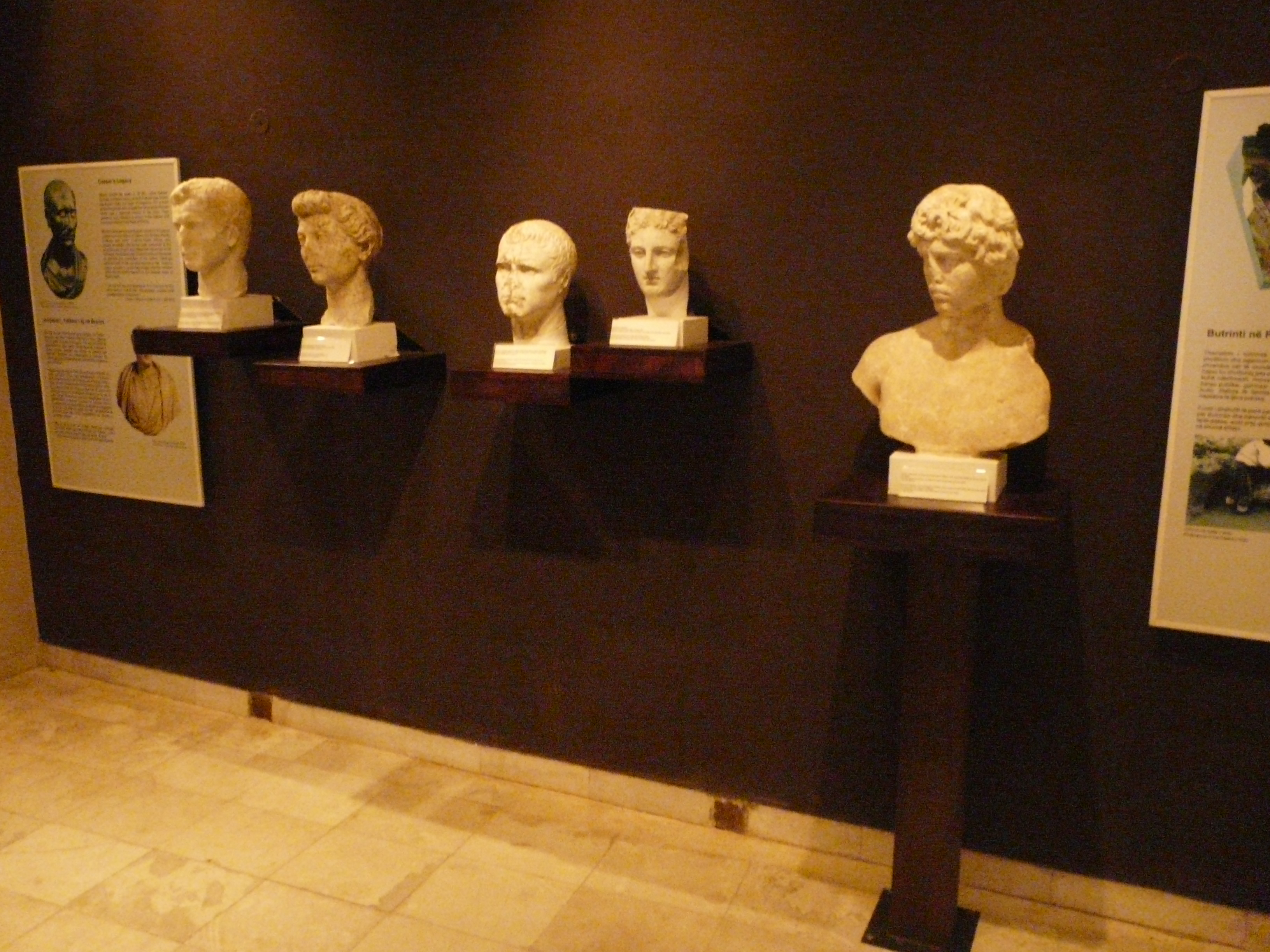
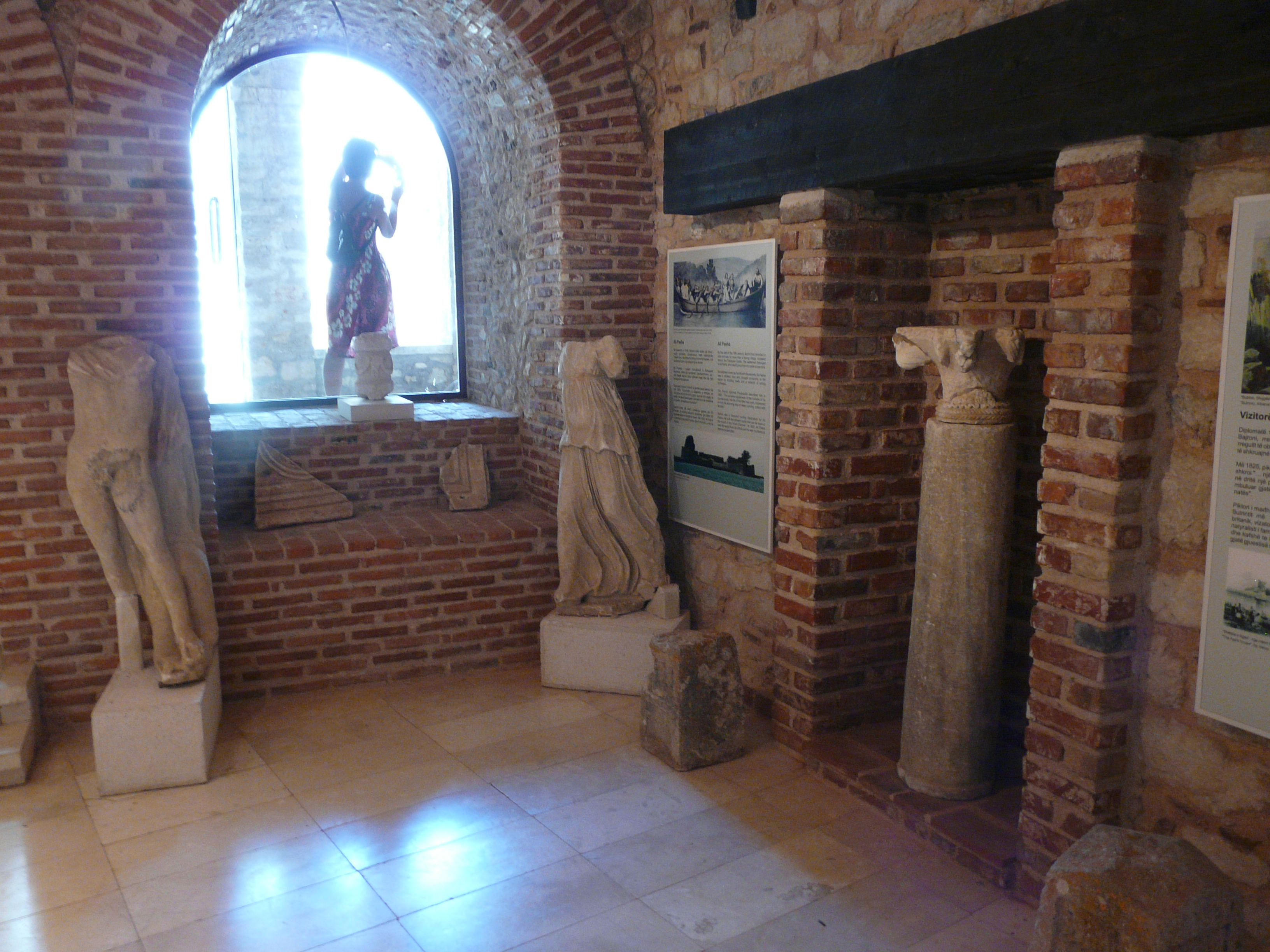

## Època romana d'Orient

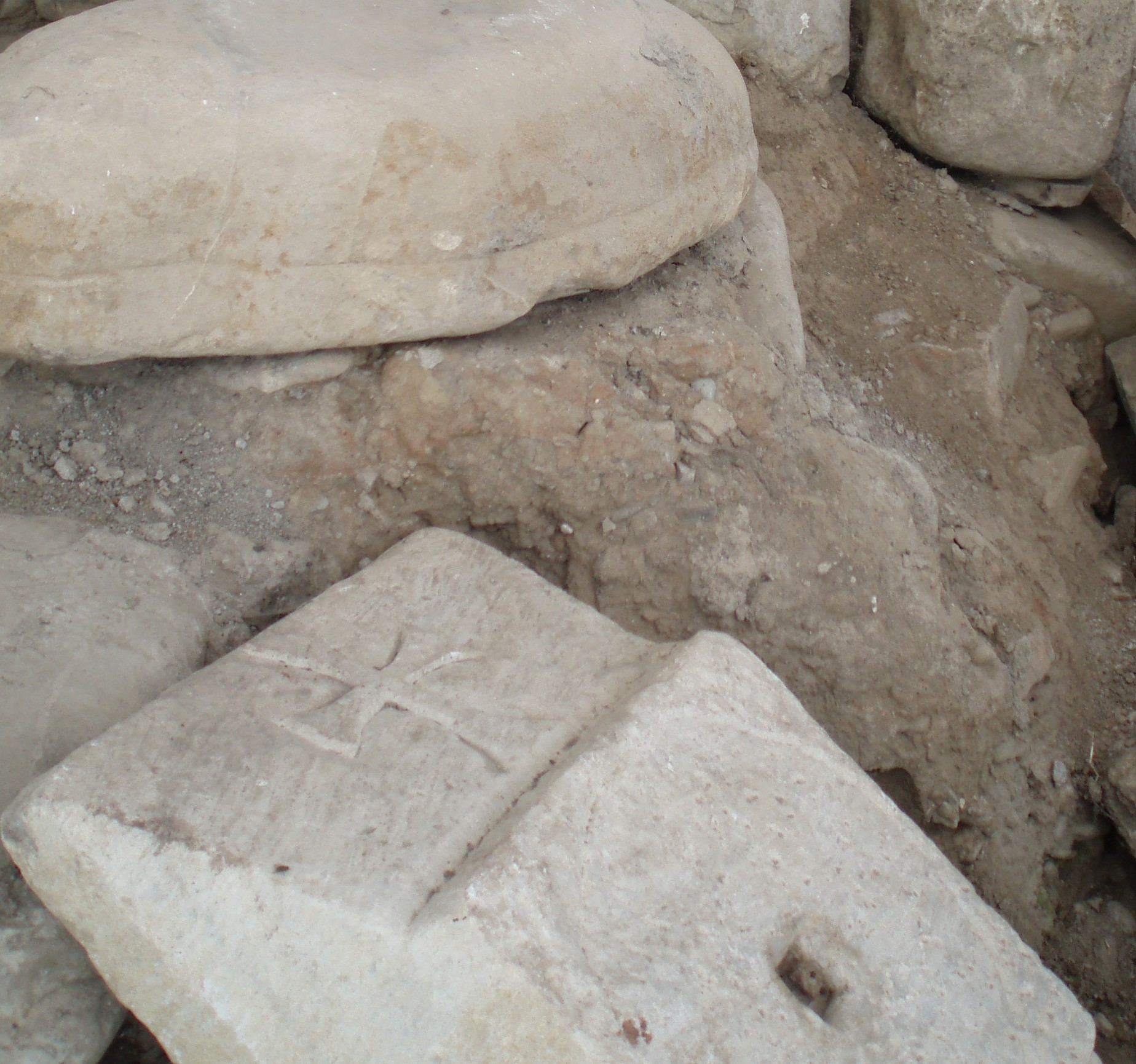
Castell d'Elbasan

Durant la transició de l'antiguitat tardana a l'edat mitjana, les escultures es veuen disminuïdes per la seua completa immersió en l'estètica de l'art romà d'Orient. En aquest període la pintura esdevingué la més alta expressió artística.
Els autors no signen en aquest període, de manera que resten en l'anonimat, tant en la pintura com en l'escultura.
L'escultura queda subordinada a l'arquitectura, amb senzills relleus tallats en pedra i capitells, en esglésies romanes d'Orient i als castells.
També trobem elements escultòrics en la decoració interior de les esglésies: són importants les belles motllures tallades en fusta de les icones ortodoxes.
Malauradament, algunes peces d'art romanes d'Orient es feren malbé durant la guerra contra la religió que promogué el règim comunista (1967), situació perniciosa per a l'art, la cultura i la història albanesa.
En els pocs fragments que se'n salvaren es deixen sentir les influències de l'art romà d'Orient d'estil occidental (església de Rubik, 1272) i oriental (Vau i Dejes, segle xiv).
Icones i miniatures, moltes del Còdex de Berat i Vlora (s. XI-XIV), són d'un gran valor artístic i pertanyen al període de desenvolupament de l'art romà d'Orient a Albània.

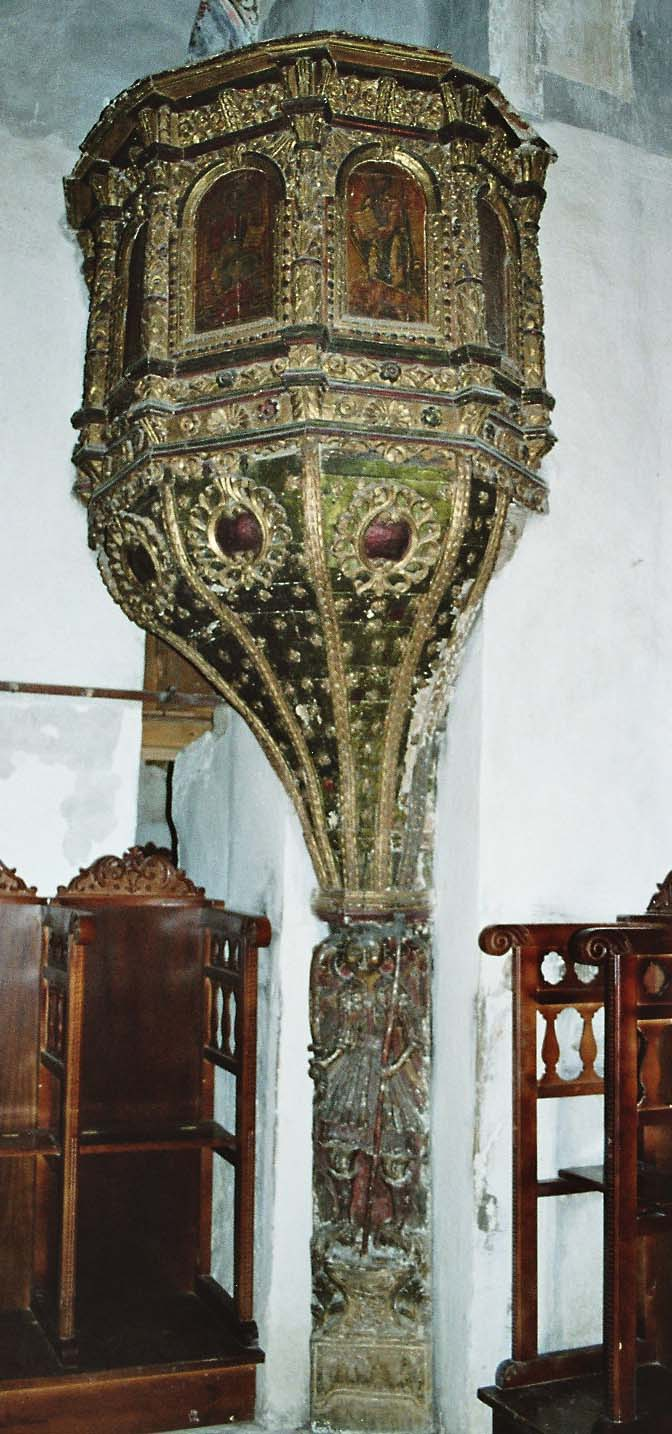
Púlpit ortodox de Labova
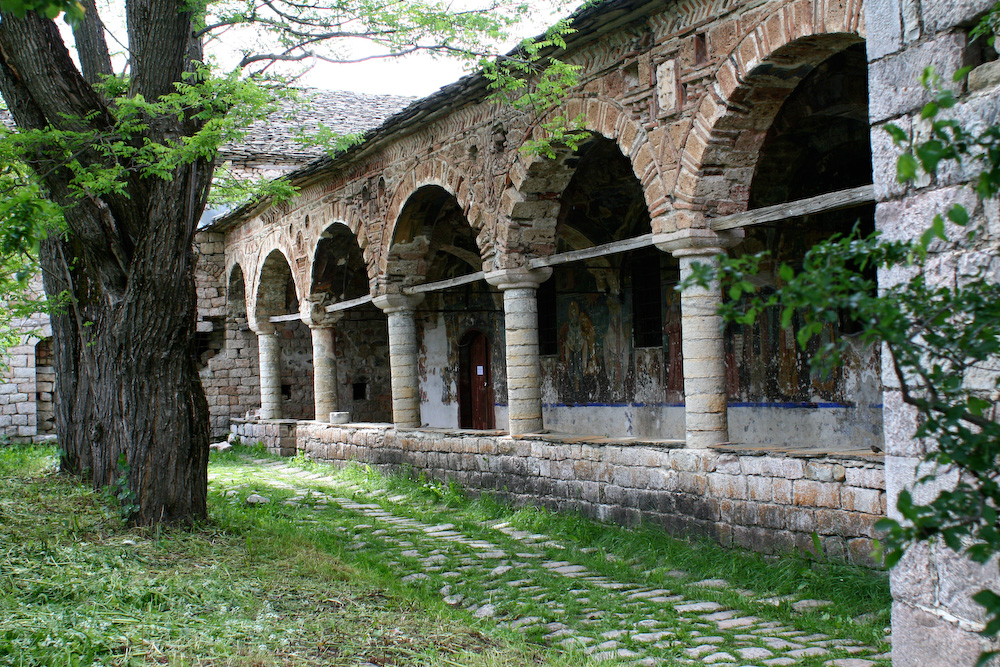
Monestir romà d'Orient de Voskopojë
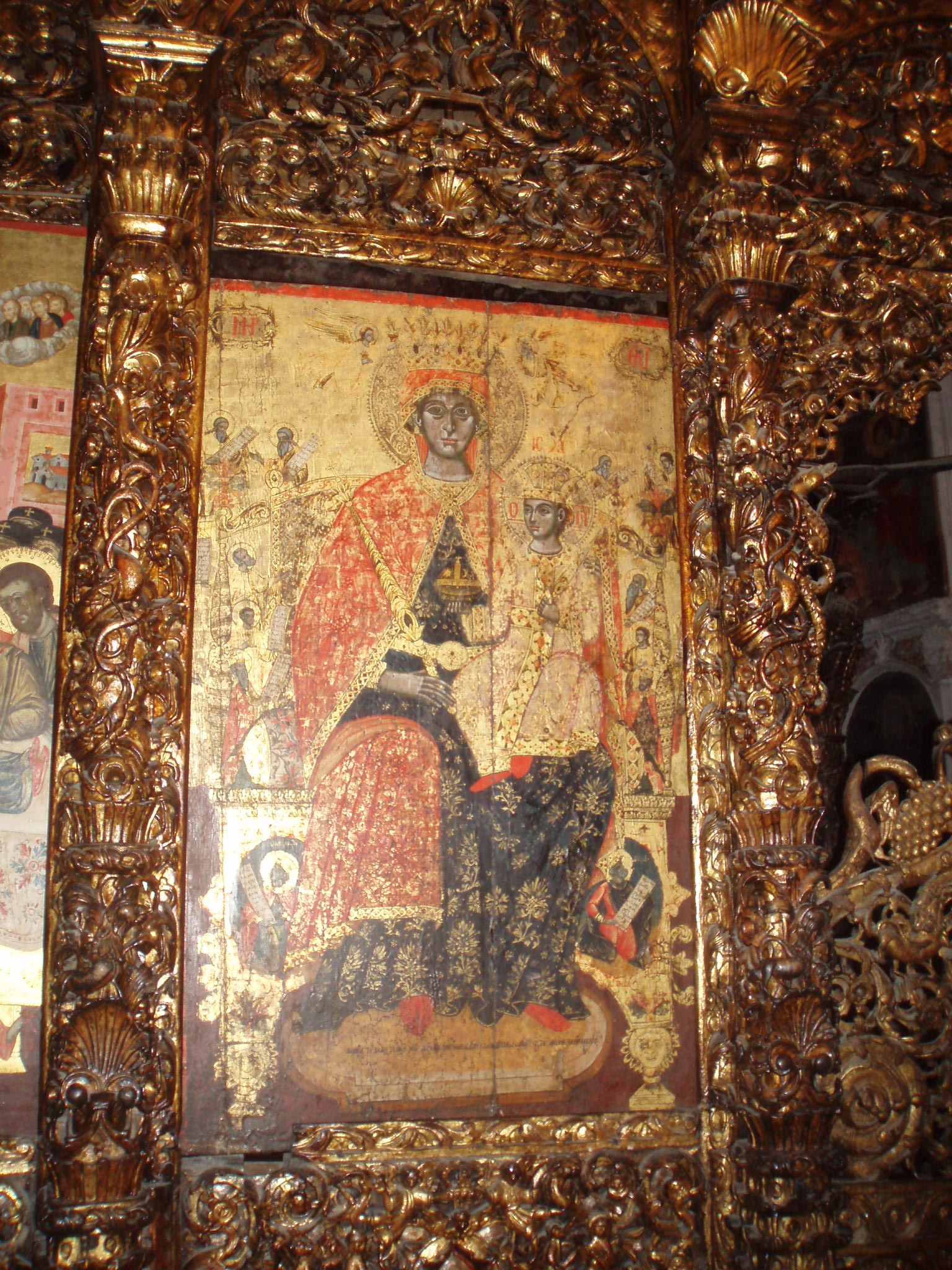
Marc tallat d'icona a Berat

## Període d'influència otomana

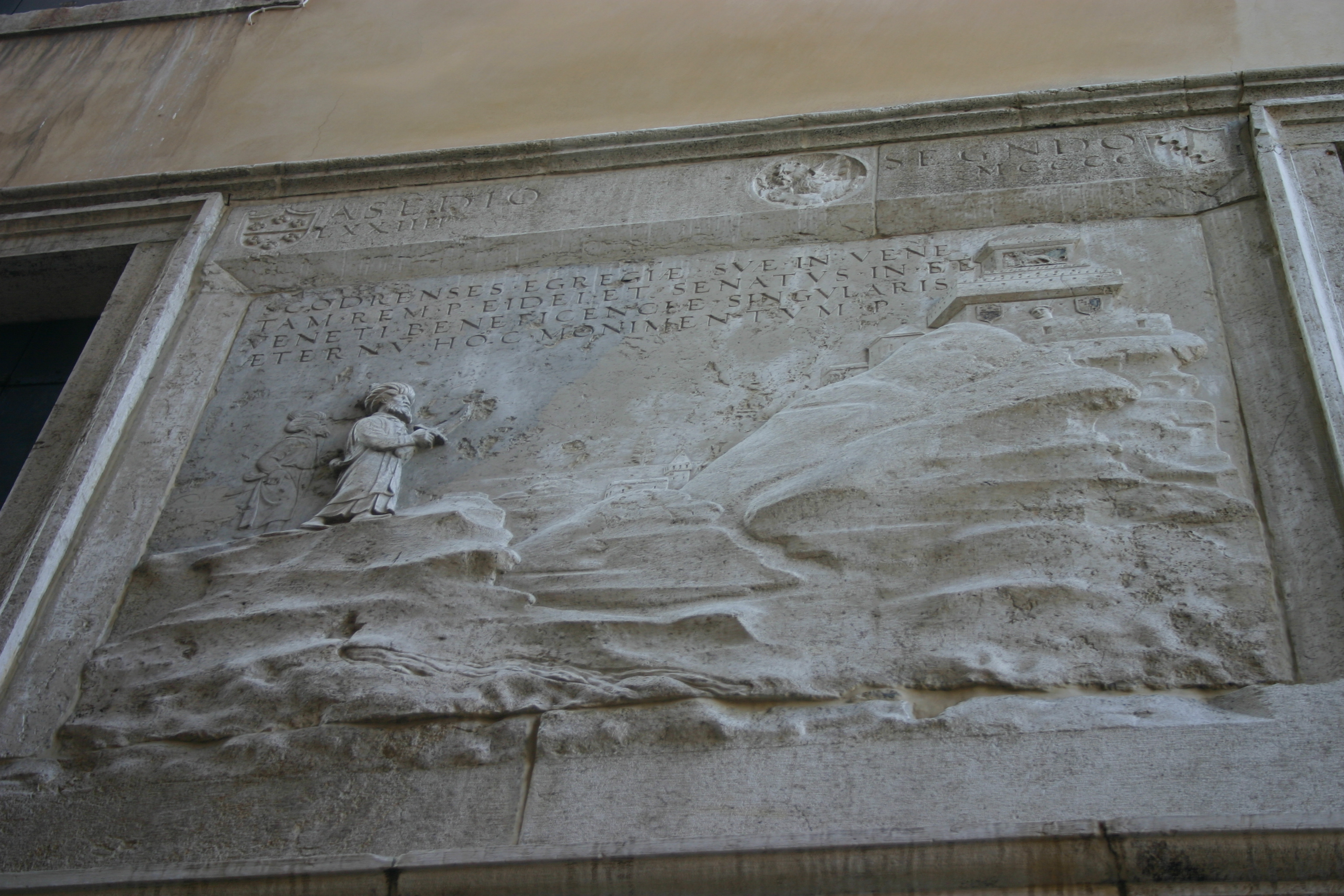
Relleu a la façana de la Scola degli albanesi, a Venècia

Trobem que, en el període d'influència otomana, l'escultura realitzada al territori albanés està també supeditada a l'arquitectura. D'una banda en trobem en 
- l'arquitectura religiosa: mesquites, tombes.
- l'arquitectura civil: arcs de portes.

També cal fer esment dels albanesos emigrats a l'estranger: és el cas d'aquells que s'assentaren durant el s. XV a Itàlia. Així sorgeixen les lògies dels albanesos.
Després de la conquesta otomana, des del s. XV i més endavant, emigren molts albanesos. Tot i que encara no n'hi ha un estudi complet, s'han reconegut diversos artistes prominents emigrats: a Itàlia en l'epitafi de Joan i Jerònim Vincencës, hi ha inscrit: "Ille alterar Fidias, su erat Poliklet", que es comparen amb els dos grans mestres de l'escultura hel·lenística.
Mentre que en el Duomo de Milà, l'altar fou tallat per l'escultor Alex Tarketa o Aleksi Andrea, d'origen albanés.

Molts albanesos foren distingits artistes de Venècia. Així tingueren la necessitat de crear el seu centre d'estudis, anomenat "Scuola degli Albanesi”.

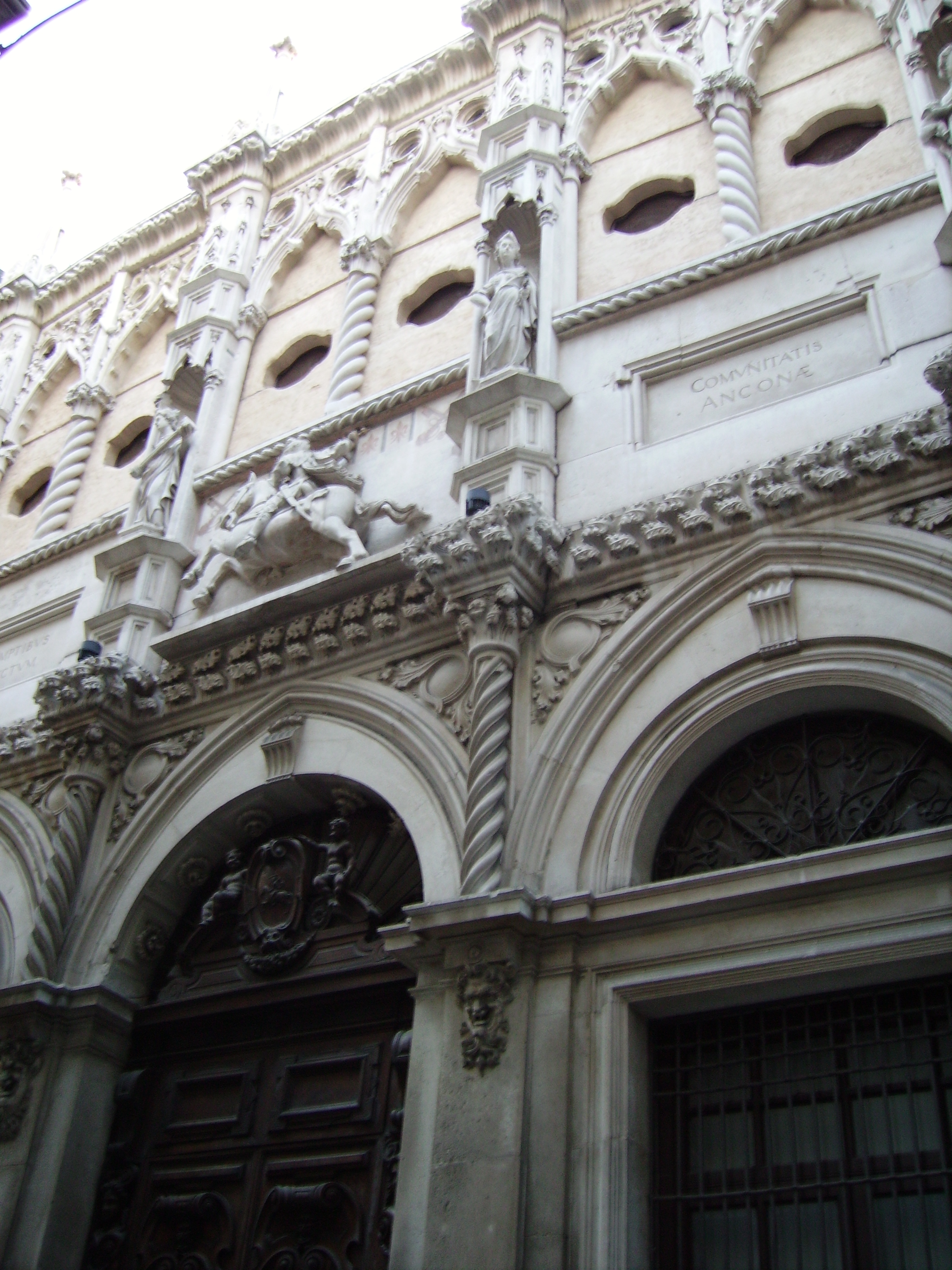
Llotja dels mercaders a Ancona, obra d'Aleksi Andrea
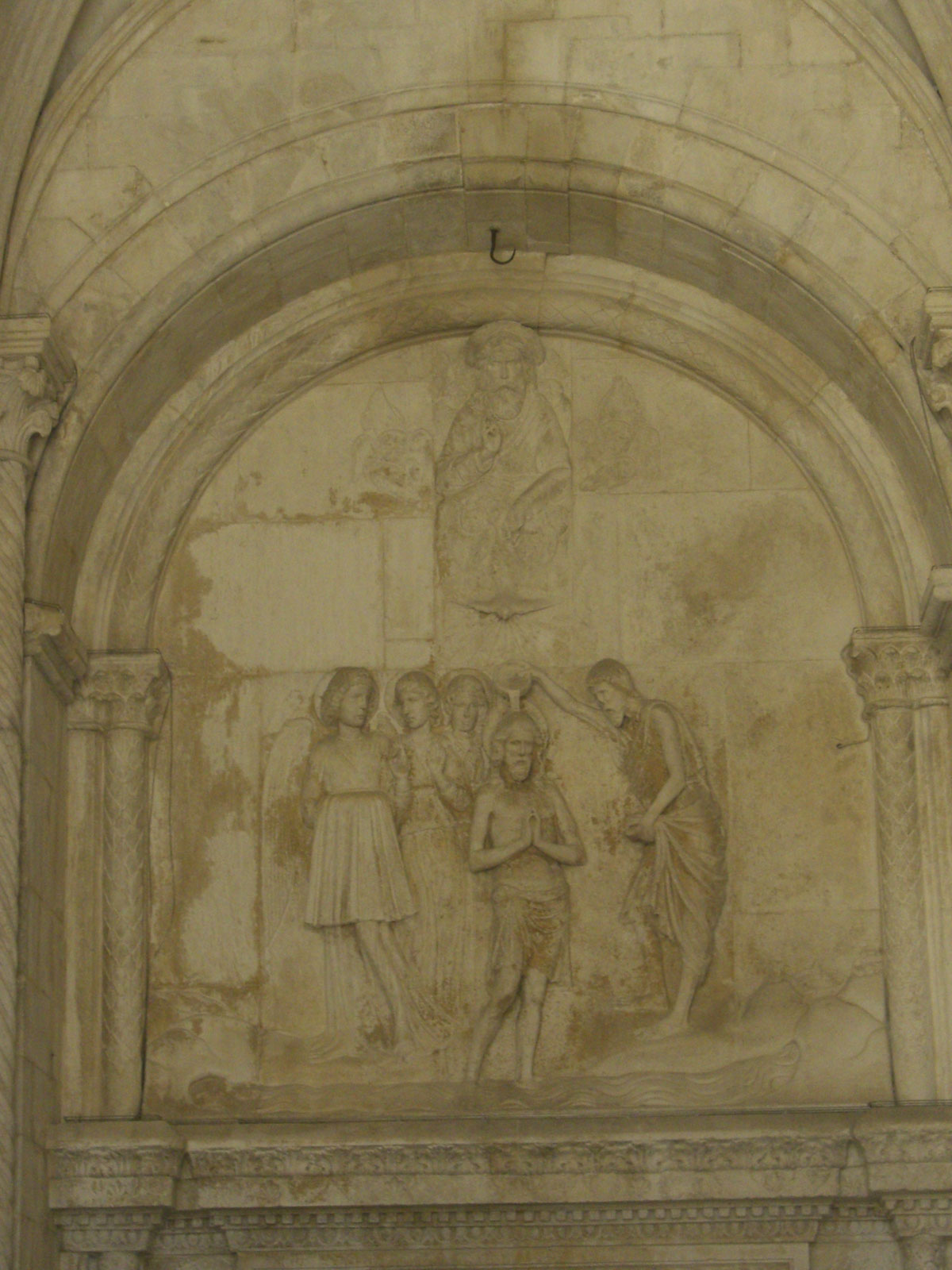
Baptisteri de la catedral de Trogir, obra d'Aleksi Andrea
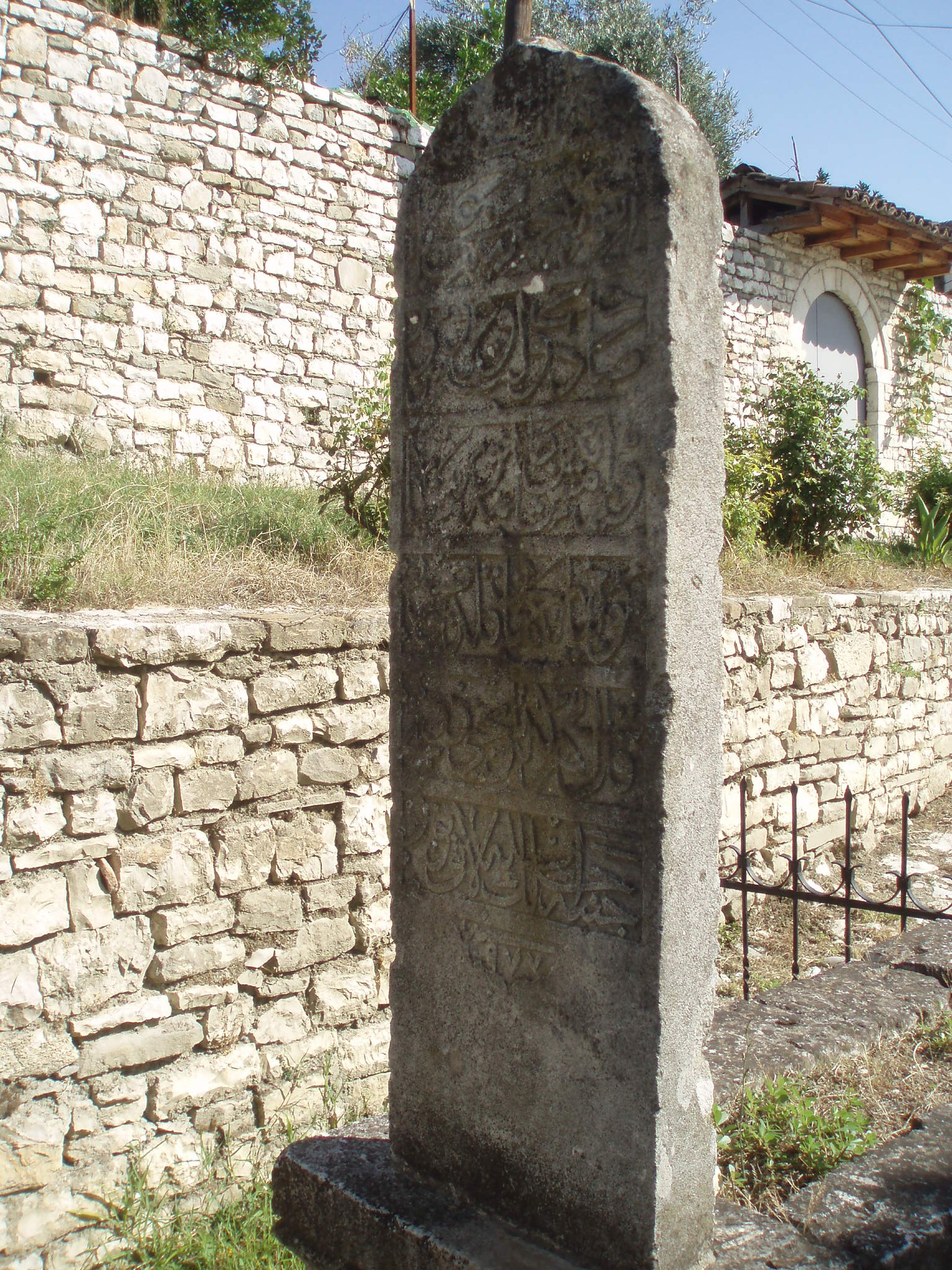
Tomba a Berat
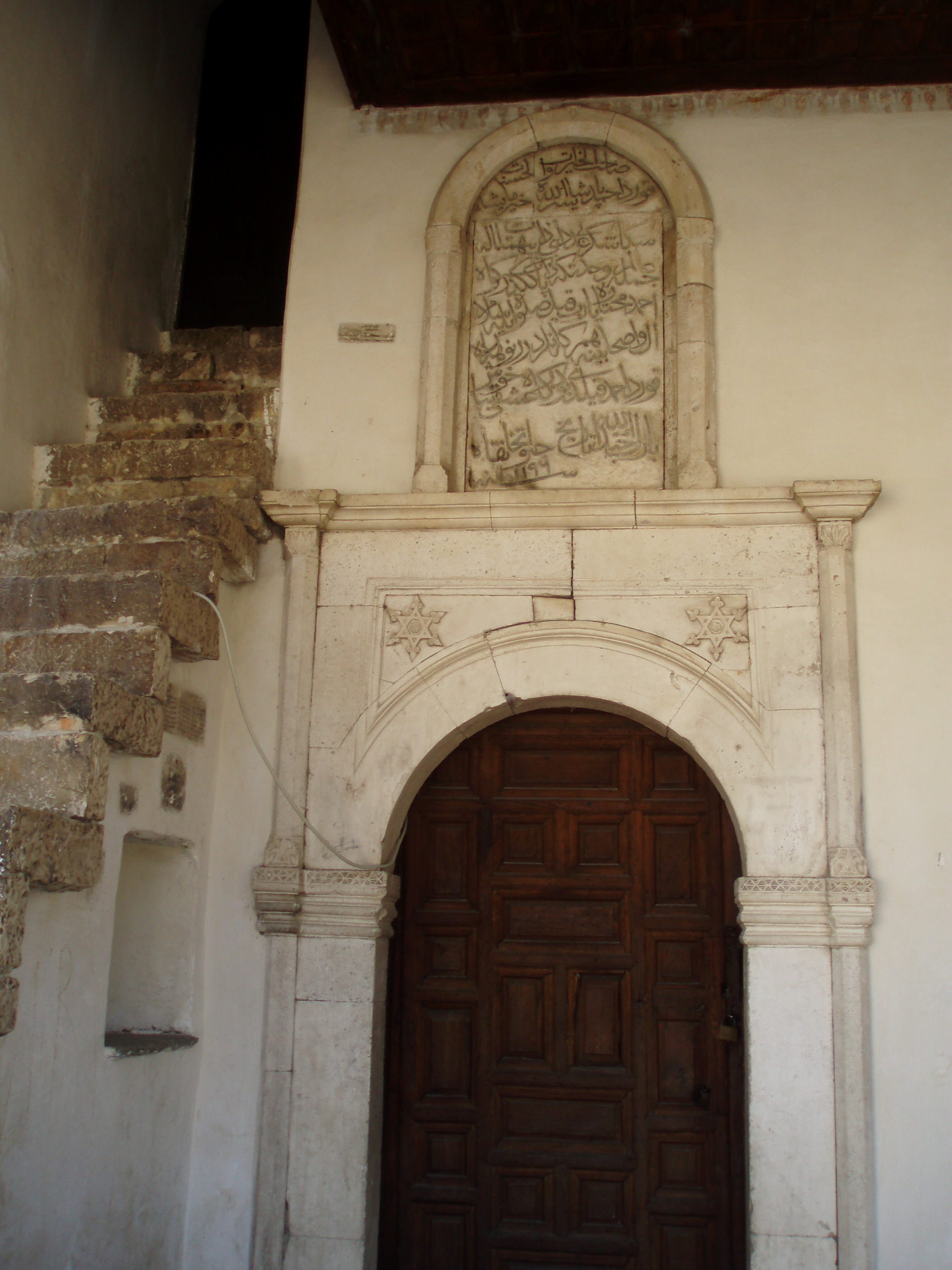
Mesquita a Berat
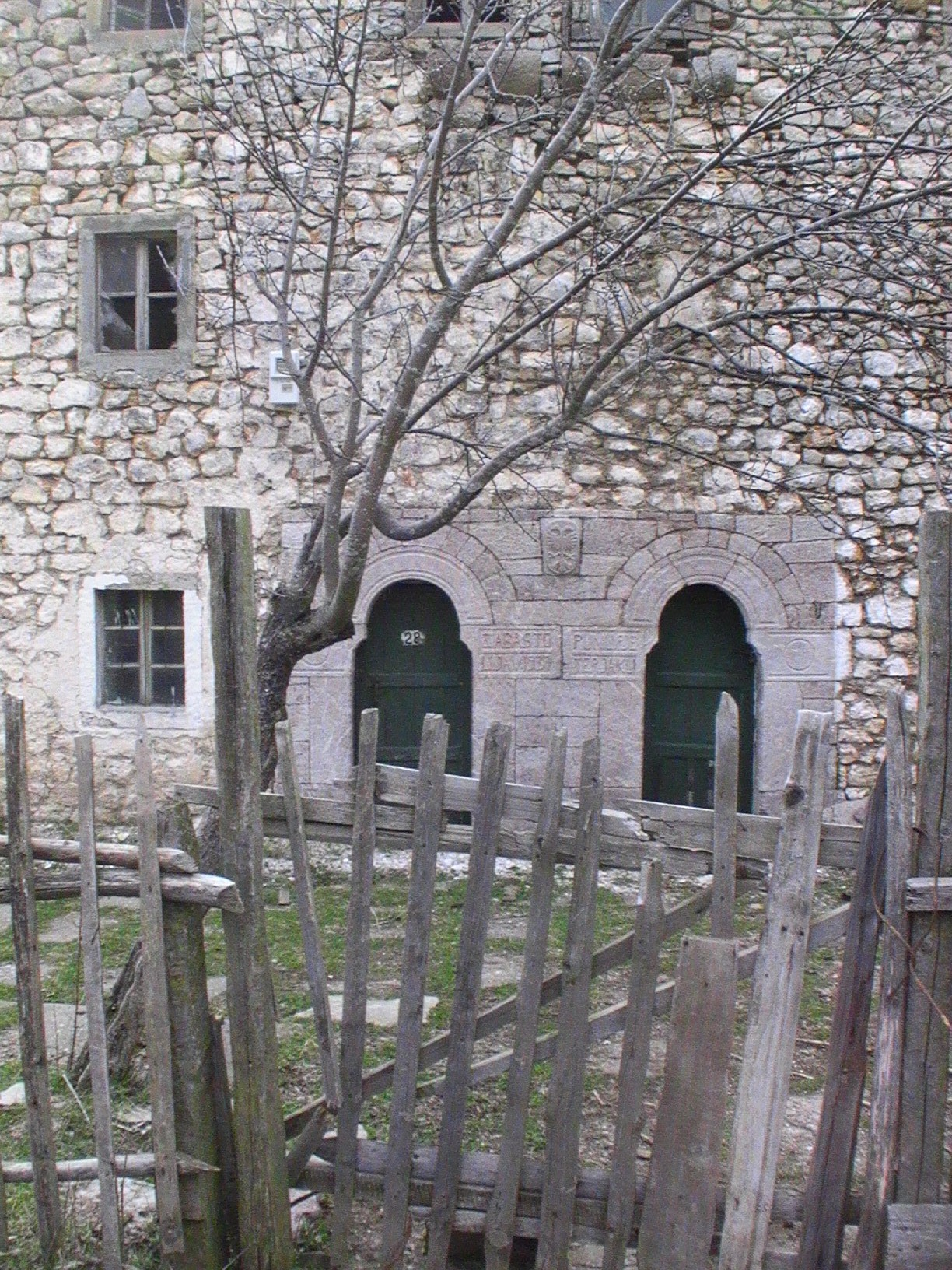
Lurë

## Cap a la independència: el renaixement de l'escultura albanesa

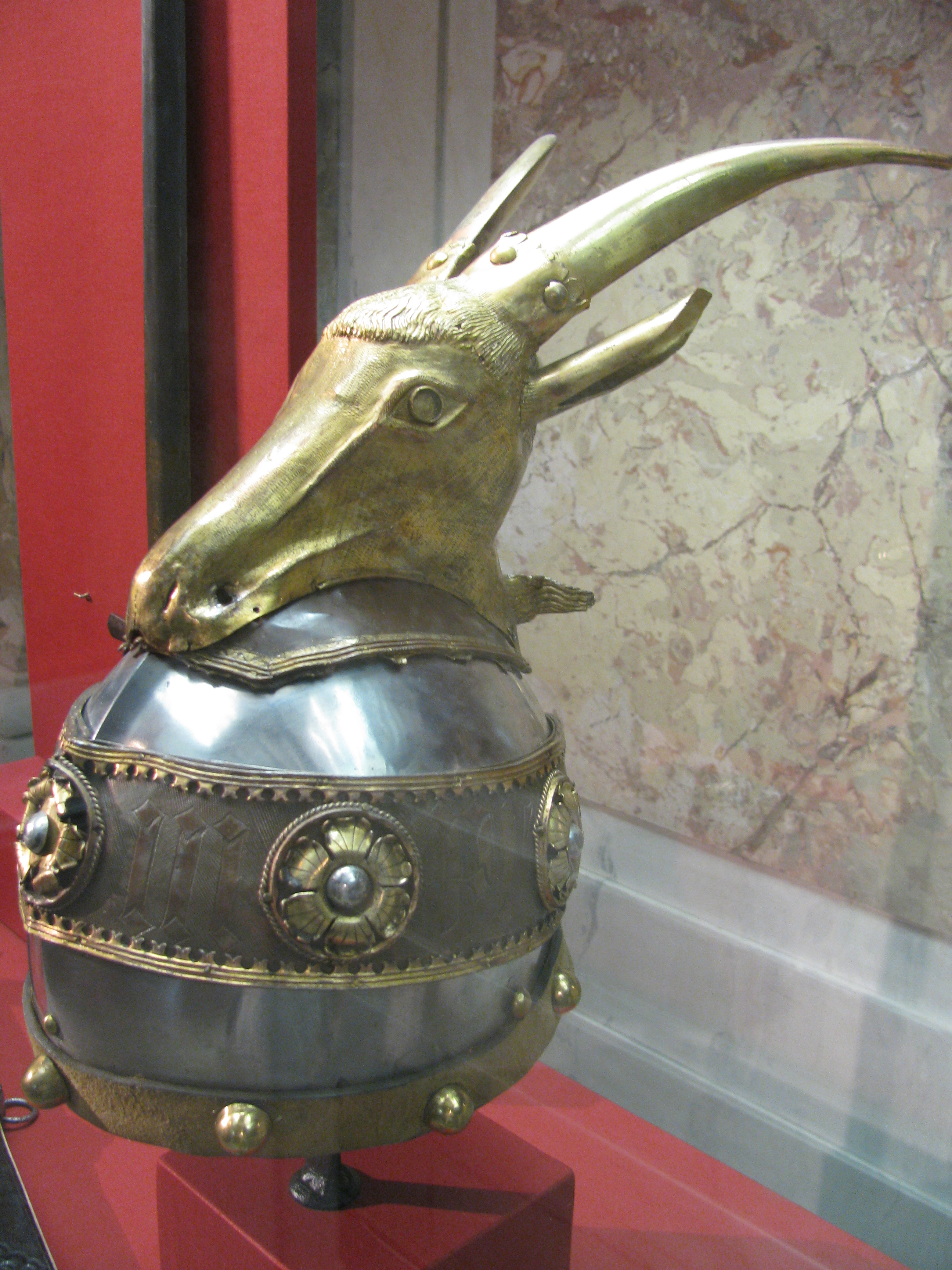
Casc de Skanderbeg

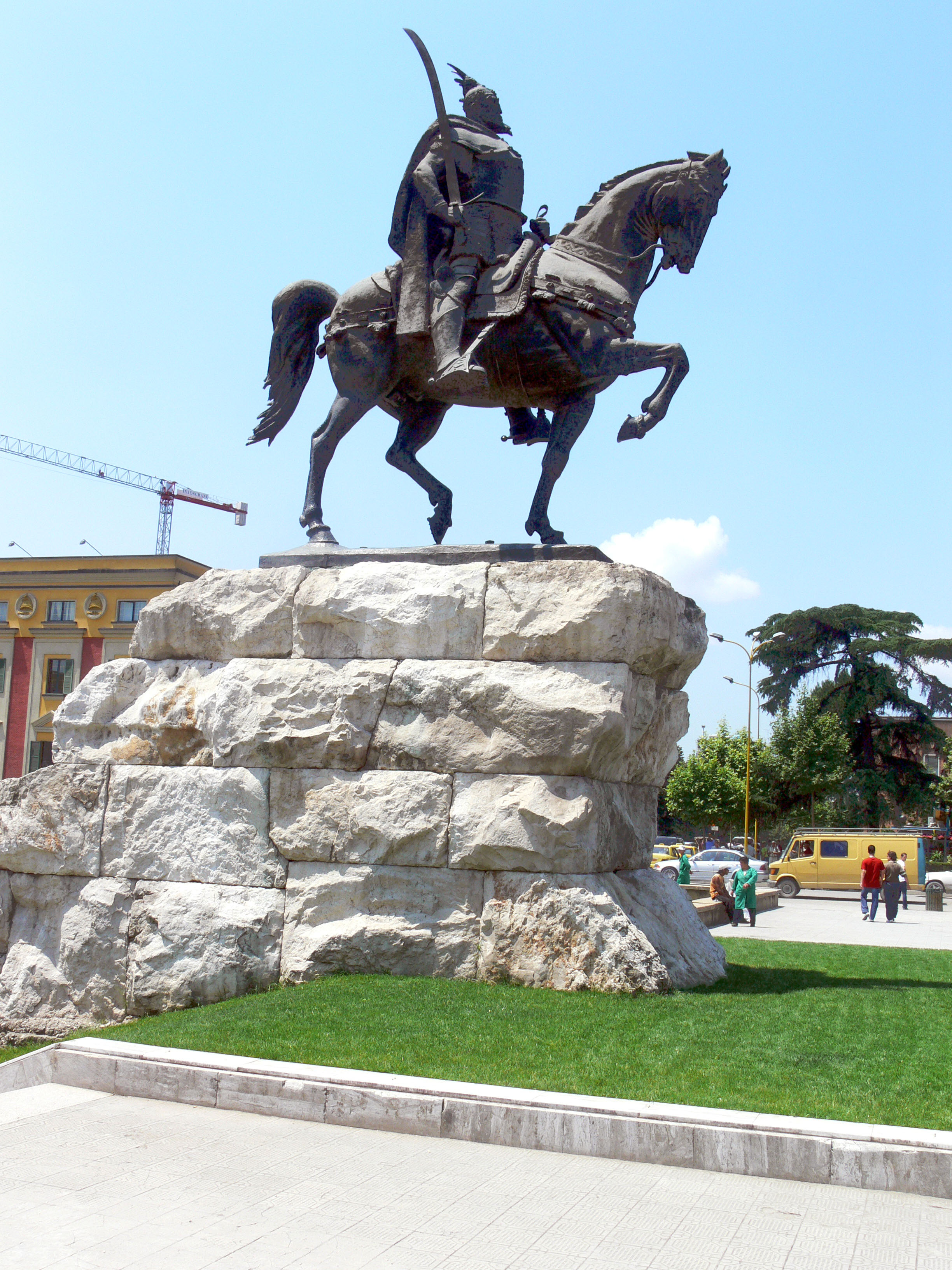
Estàtua eqüestre de Skanderbeg a Tirana

En la segona meitat del segle xix comença una nova etapa, important per a l'art albanés. Els grans moviments d'alliberament que dugueren a la independència del país el 1912 van crear l'ambient per a una nova direcció artística, que es reflecteix en el realisme. Així sorgeix un estil pictòric marcat per motius patriòtics i etnogràfics.
El pintor més destacat d'aquest període és Kolë Idromeno (1860-1939), autor de moltes pintures, retrats i paisatges. La seua creació feu d'escola per a futurs artistes. Idromeno també ha estat conegut com a arquitecte, escultor i fotògraf.
L'escultura d'embalum redó renaix després d'un llarg període de segles.
Murad Toptani (1866-1917) fou un autor reconegut. Realitzà alguns treballs de tema patriòtic: dos busts de Skanderbeg (un de 1899 i un altre de 1917).

## Després de la independència
Un escultor important d'aquest període fou Odhise Pascali (1903-1989): les seues estàtues monumentals són les primeres d'aquest tipus a Albània (Luftëtari kombtar, Korçë, 1932; Flamurtari, Vlorë, 1932, Skënderbeu, Kukës, 1939). Pascali va continuar creant escultures durant tot el segle xx. Segueix sent hui la personalitat més destacada de l'escultura albanesa.

En els anys de la independència d'Albània, dins dels moviments artístics sorgeixen els primers esforços per preparar joves artistes, crear associacions artístiques i organitzar exposicions. El 1920, a Korçë es presenta la primera exposició personal del pintor Vangjush. Amb la contribució del poeta Gjergj Fishta (1871-1940), assistit amb algunes obres en aquarel·la, el 1923 es feu el primer pas en exposicions locals amb la participació de més de 15 artistes a Shkodra. L'exposició més important d'aquest període és la que es va fer a Albània al maig de 1931, la primera exposició nacional, preparada per l'Associació "Amics de l'Art", creada aquest any a Tirana.

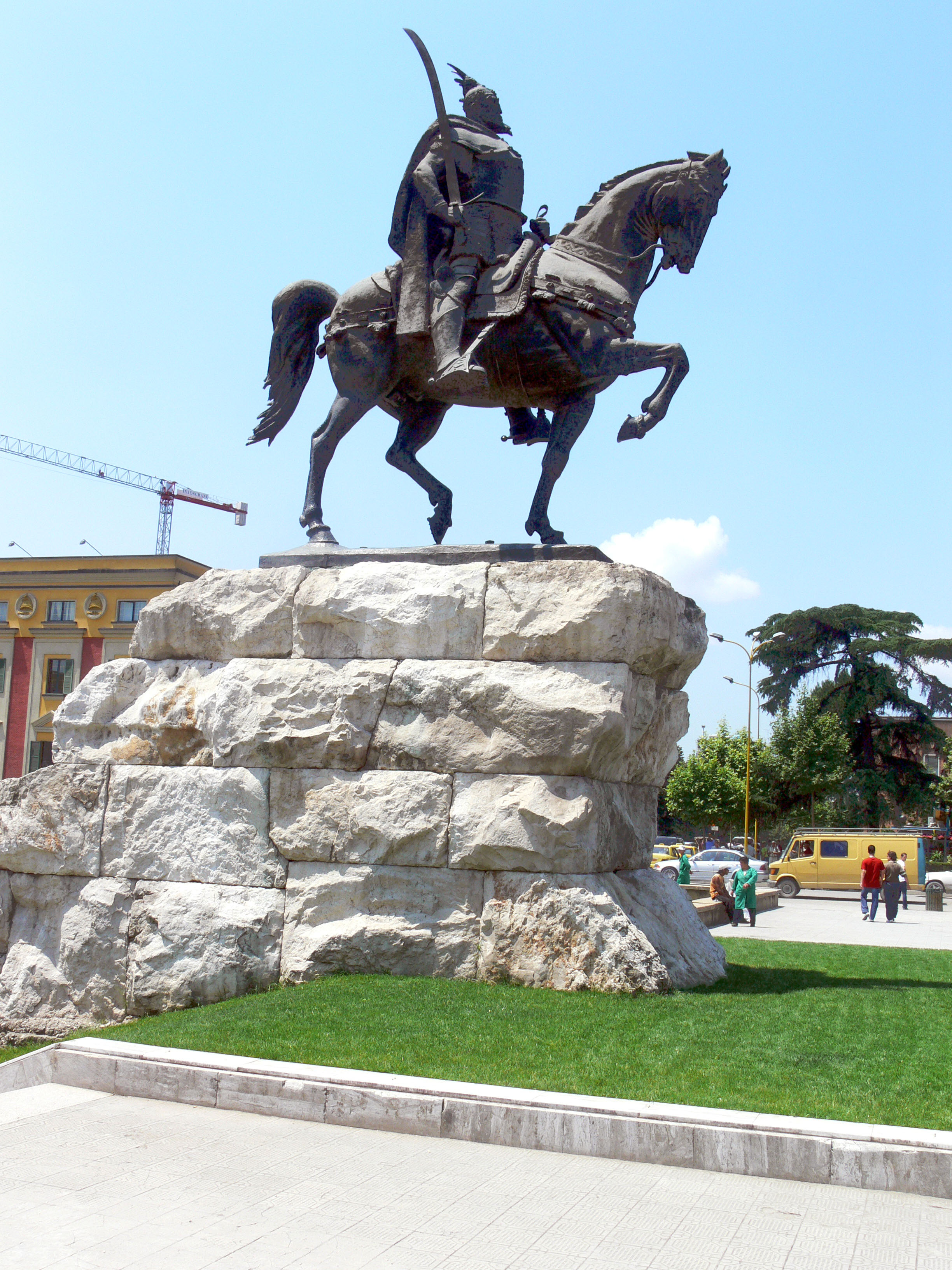
Estàtua eqüestre de Skanderbeg a Tirana
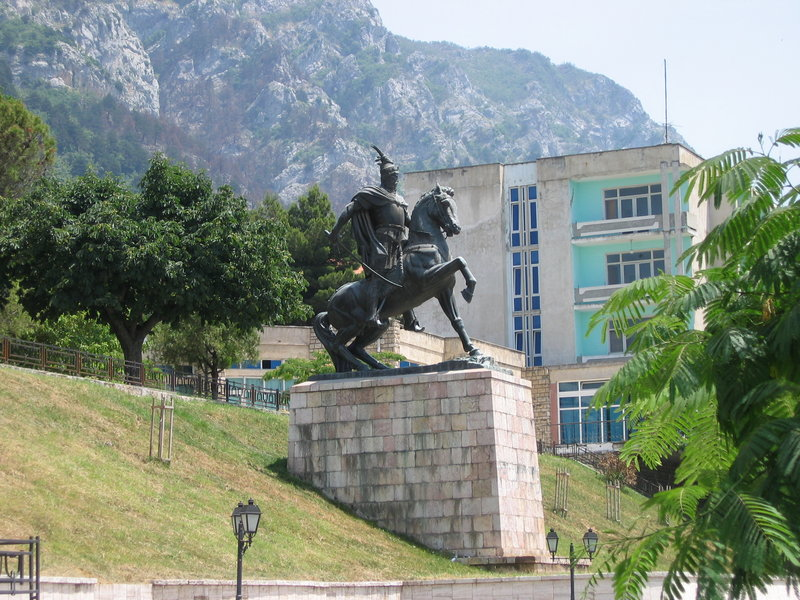
Estàtua eqüestre de Skanderbeg a Krujë
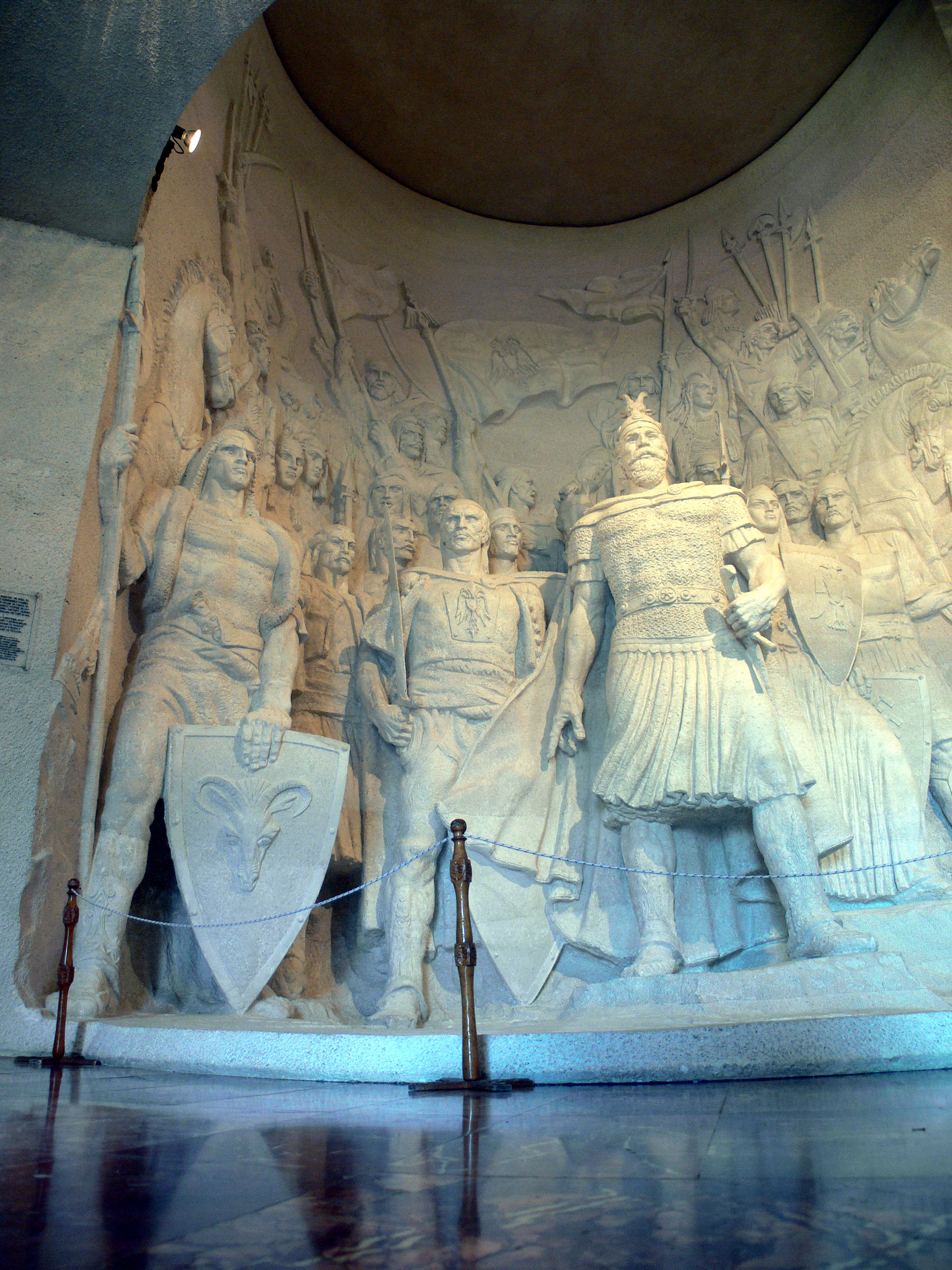
Monument de Skanderbeg al castell de Krujë
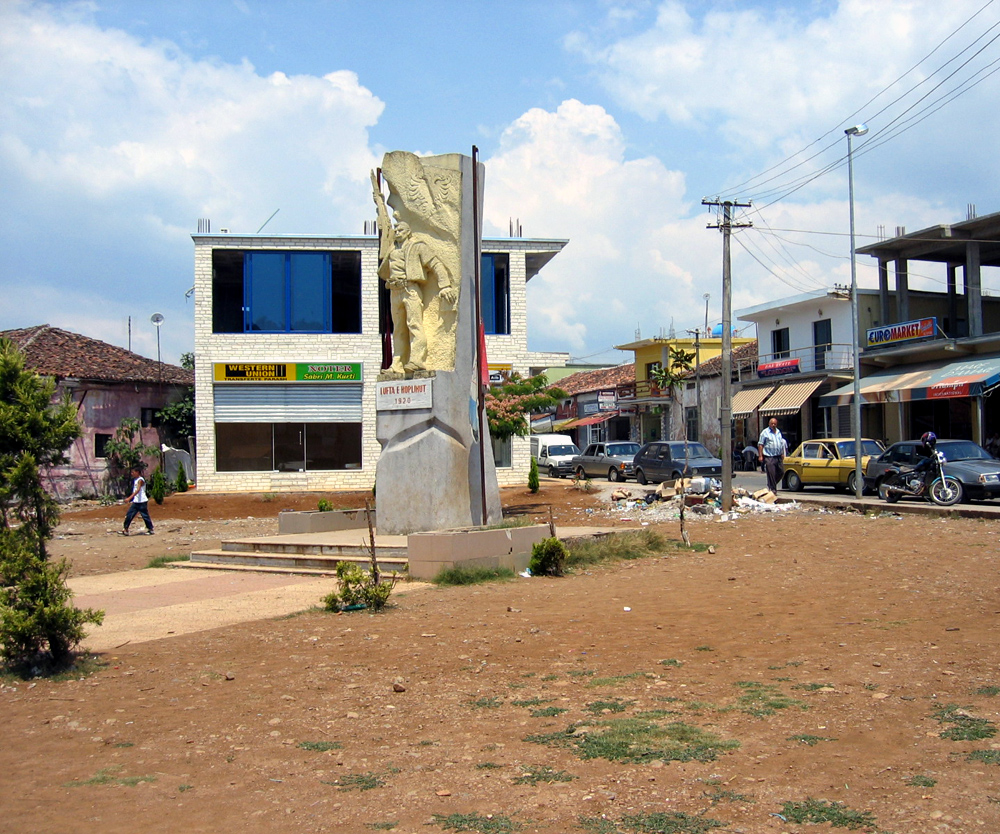
Koplik

## Influència italiana
Un altre esdeveniment durant el període de la independència fou un concurs internacional per al monument de l'heroi Scanderbeg, que es realitzà a Tirana al 1937. A més dels escultors albanesos hi participaren autors europeus molt reconeguts. En guanyà el primer premi l'escultor croat A. Agustincic (1900-1979) i l'execució se'n va concedir a l'escultor italià R. Romaneli. El monument de Skanderbeg, dut a terme per Romaneli, es col·locà a la plaça Albània, a Roma, dos anys després del concurs, el 1939.
L'art en el moment de la independència ve marcat per un renaixement de les arts i per la creativitat dels artistes, i es produeix un paral·lelisme entre l'estil desenvolupat dins i fora del territori albanés: caldria esmentar Theohar Gjini, pintor que va treballar a París i Bucarest, mentre que en les colònies d'Arbëreshë a Itàlia fou un important l'escultor Mikel Trota, a qui els crítics de l'època denominaven el "nou Canova " (A. Canova, 1757-1822).
Un exemple de la influència italiana sobre l'escultura albanesa el trobem en l'escultora Kristina Koljaka, que va estudiar a Roma fins al començament de la guerra, i és una de les primeres escultores albaneses que assolí prestigi nacional: és l'autora de l'estàtua de Lenin a Tirana, de 1954. Altres escultors albanesos es formaren a Itàlia durant aquests anys: és el cas de Sabri Tuçi i Nexhmedin Zajmi, formats a Roma, i Kolë Idromeno, a Venècia.

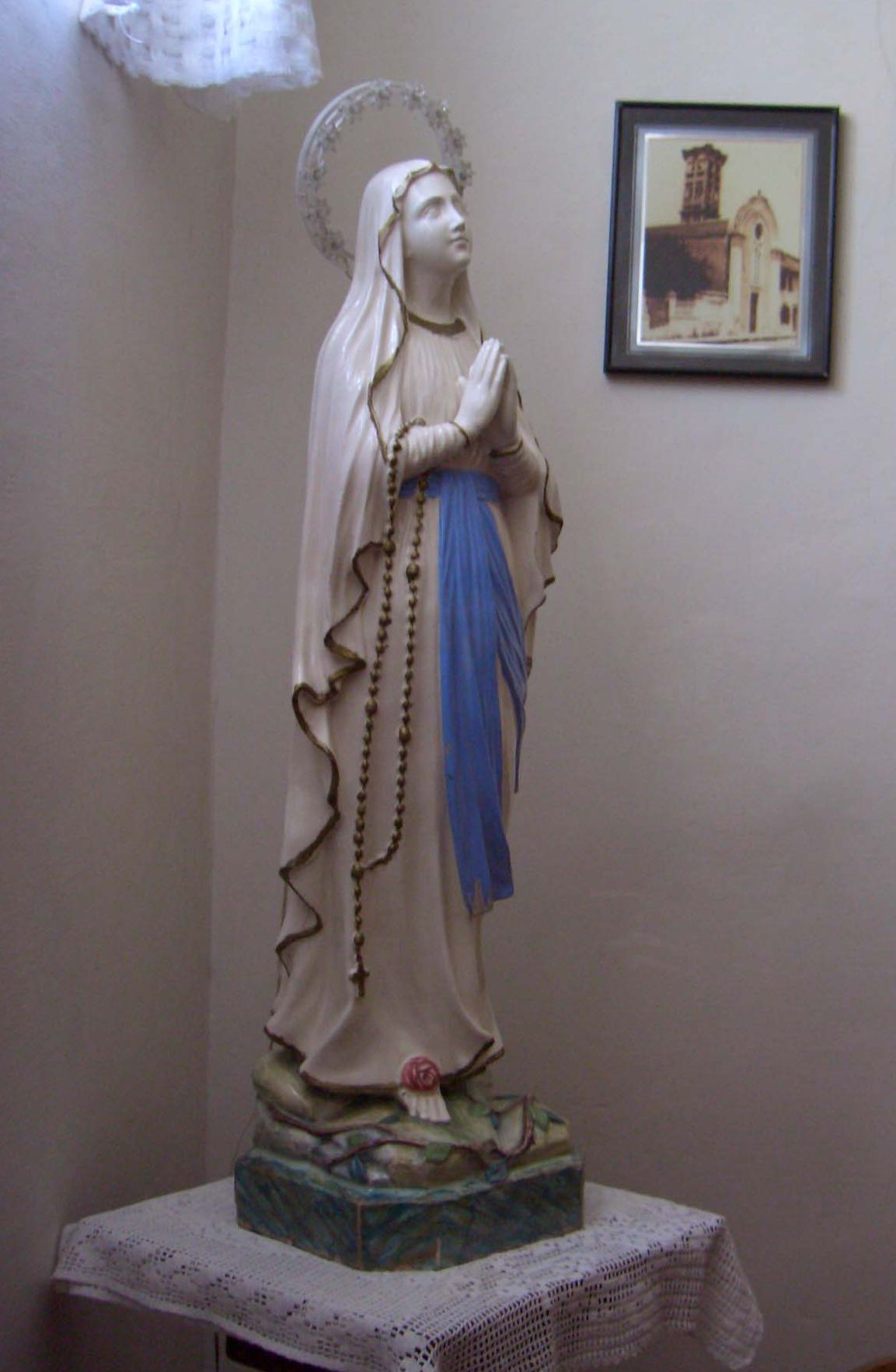
Influència Italiana
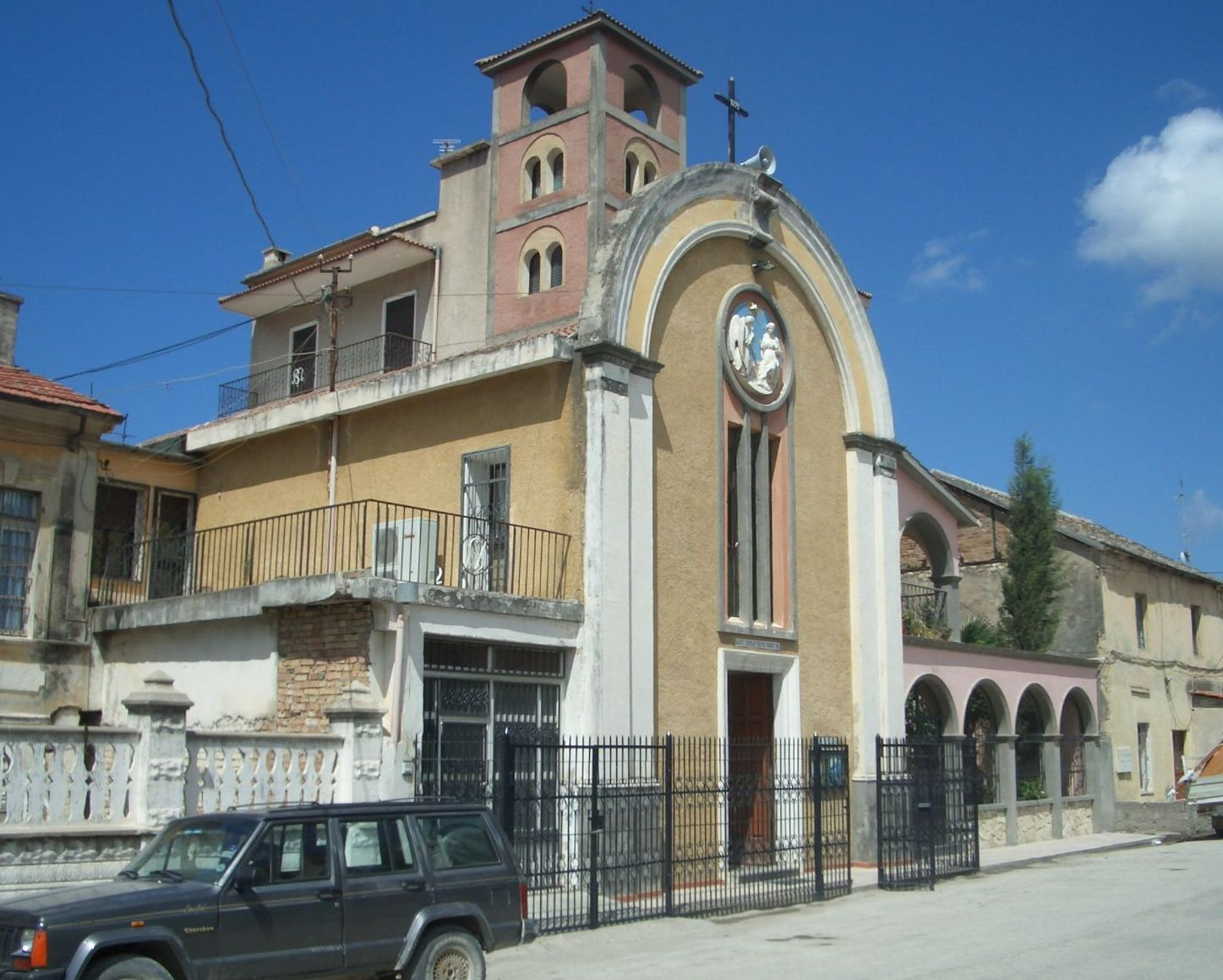
Façana d'església catòlica a Vlora

## Durant la guerra
Duranla Segona Guerra mundial (1939-1944), les condicions per a la creativitat foren limitades. S'hi organitzaren, però, algunes exposicions. La més important fou la de 1943, amb la participació dels millors artistes del país.
D'aquest període queden restes que s'han convertit en elements escultòrics, ocasionalment monuments. És el cas de l'avió sobre el castell Gjirokastra.

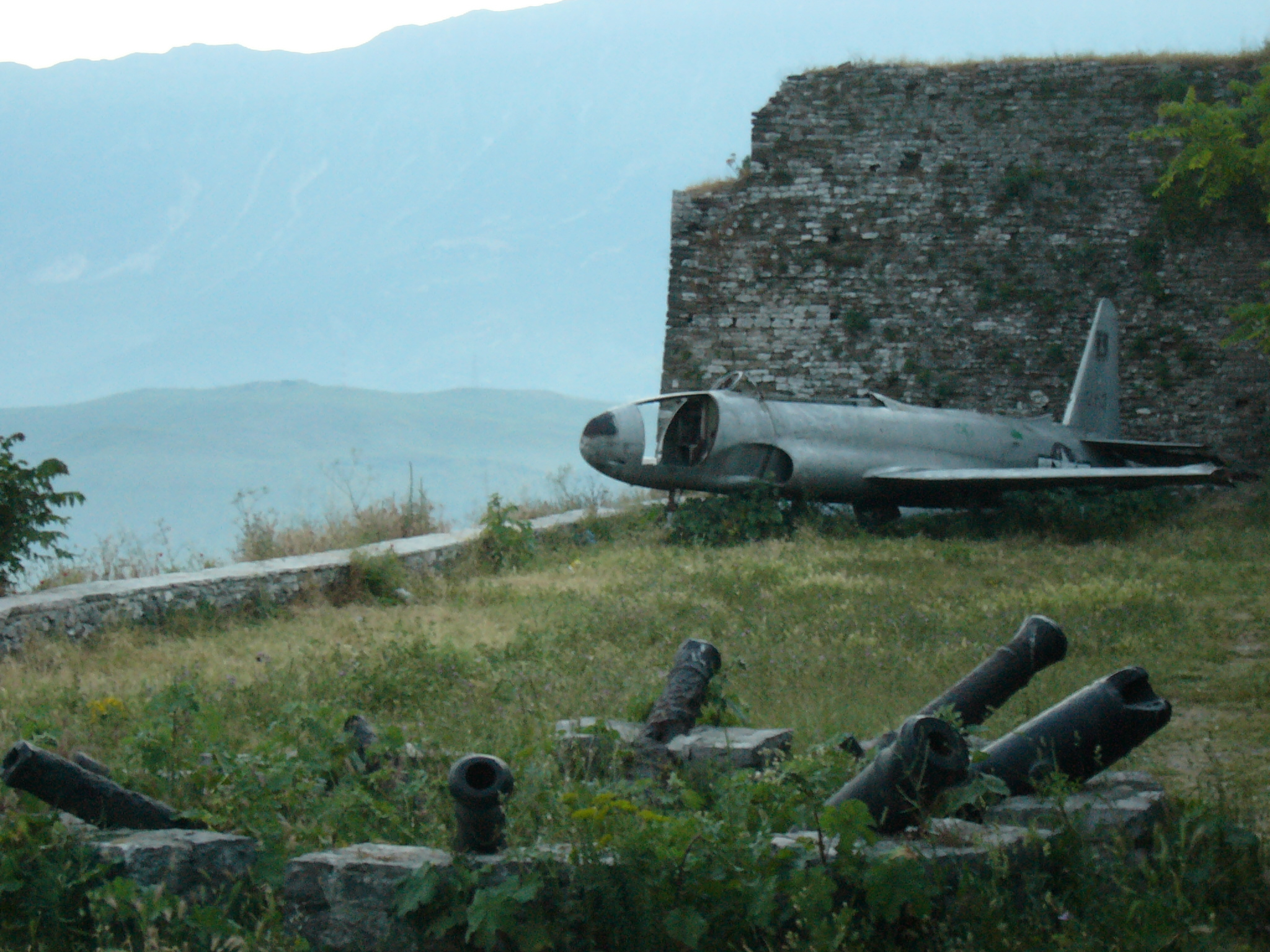
Avió americà de la 2a Guerra mundial al castell de Girokaster
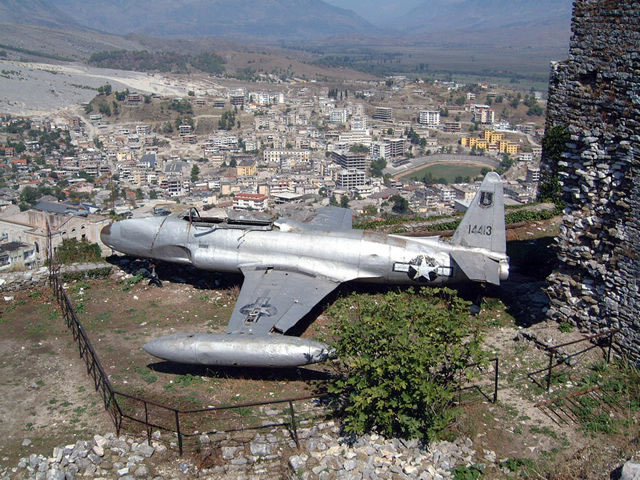
L'avió de Girokaster recentment

## L'escultura des de 1945: Albània comunista
El primer esdeveniment artístic després de l'alliberament del país és una exposició nacional, inaugurada a l'abril de 1945, a Tirana. La tendència des de llavors fou començar-ho "tot a partir de zero" en l'art. A l'exposició no es convidà la personalitat més destacada de l'art, Odhise Paskali, perquè no es coneixia la seua posició respecte al règim.
L'única forma d'art admissible en els estats comunistes fou el mètode del realisme socialista.

### Escultors de l'Albània comunista

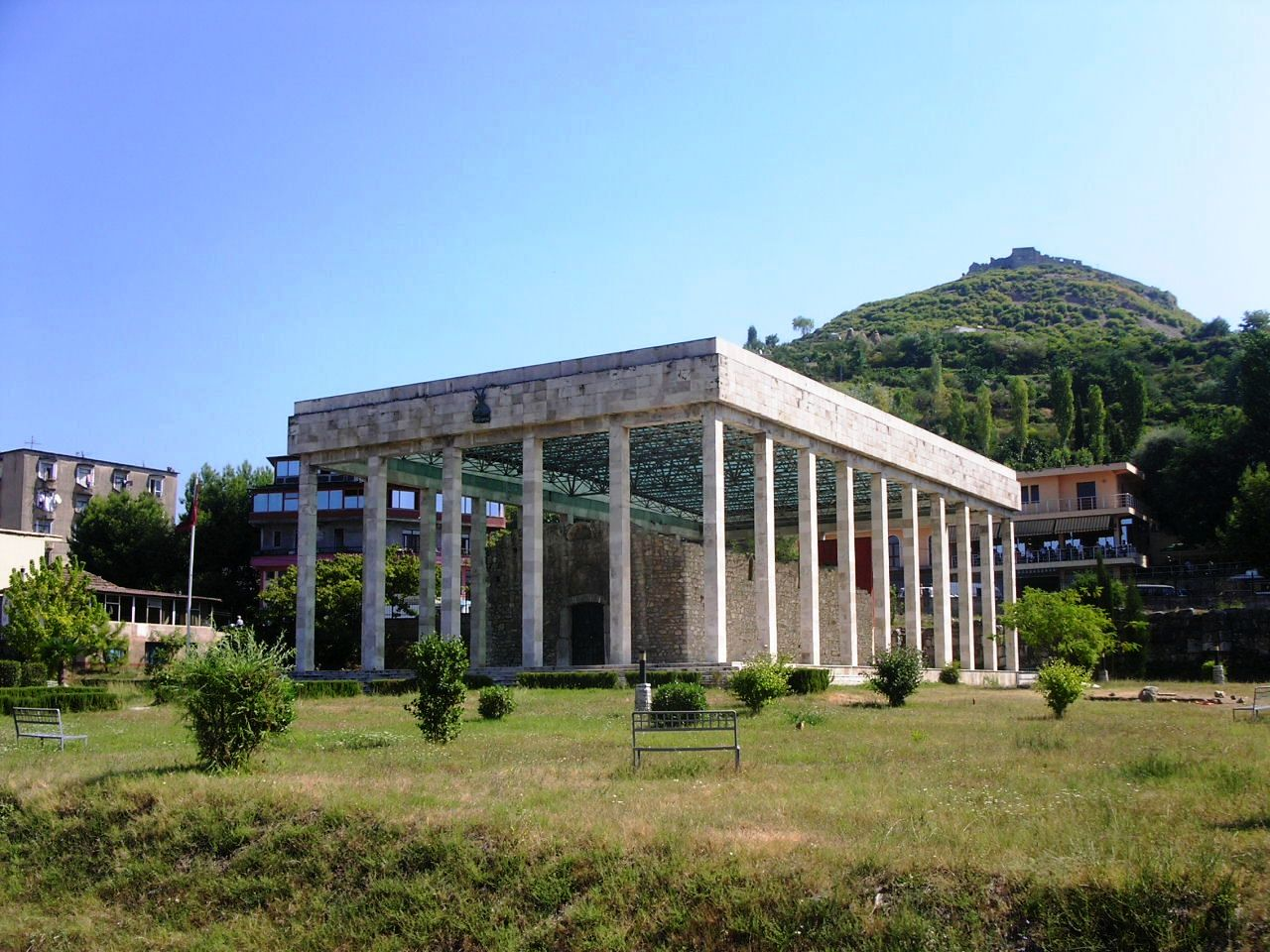
Tomba de Skandebeg, a Lezhë

| - Odhise Paskali (1903 - 1985) - Dhimiter Çani (1904 - 1990) - Janaq Paço (1914 - 1989) - Nexhmedin Zajmi (1916 - 1991) - Kristaq Rama (nascut el 1932) - Genc Hajdari | - Muharrem Fejzo (nascut el 1933) - Sotir Kosta (nascut el 1936) - Muntaz Dhrami (nascut el 1936) - Gavril Priftuli (nascut el 1938) - Hevzi Nuhiu (nascut el 1956) |

### Naixement de les institucions artístiques
Després de 1945 el treball artístic es va fer més organitzat amb l'establiment d'institucions.
El 1946 va obrir l'Escola Secundària Artística per preparar dibuixants, pintors i escultors.
El 1954 es fundà la primera Galeria Nacional d'Art. S'hi recullen les millors obres tradicionals i d'autors contemporanis. 20 anys més tard es construeix un nou edifici per a la Galeria, el que roman actualment, acompanyat per la nova Biblioteca Nacional. El nou edifici obri una sala per als artistes estrangers, entre els quals trobem obres de Rembrandt, Ticià, etc.
Pintors, escultors, i altres artistes de teatre i cinema, estableixen la una organització anomenada “Lliga dels artistes” a fi de "conjuminar esforços per crear un nou realisme, l'art socialista".
Els estudiants que acaben l'escola secundària artística a Tirana, continuen estudis en les Acadèmies d'Art de la Unió Soviètica i altres estats de l'Est.
És el cas de Shaban Hadëri i Kristaq Rama.
El 1960, quan Albània va trencar amb la Unió Soviètica, els estudiants tornaren a casa i, en aquest any, s'establí a Tirana l'Institut Superior d'Art (en l'actualitat Acadèmia de les Arts de Tirana).
Anys després van anar obrint altres escoles artístiques.
A les ciutats grans també sorgiren sales d'exposicions i galeries d'art.
S'hi crearen diversos museus, com el Museu d'Art Medieval de Korçë, el Museu Arqueològic de Tirana i altres d'històrics, com el Museu Skanderbeg de Krujë, on es pintaren importants frescos i es conserven nombroses obres d'art originals valuoses.

Des del 1986 existeix el Centre per a l'Estudi de l'Art de l'Acadèmia de Ciències Albanesa.

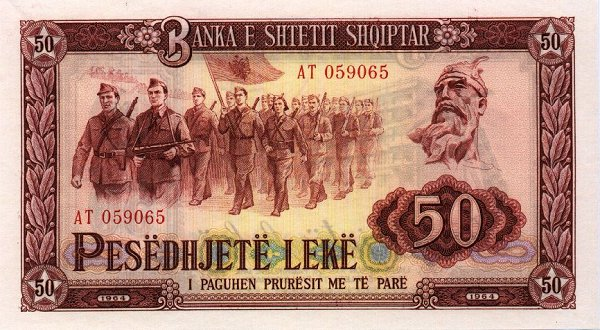
Bust de Skanderbeg reproduït en un bitllet albanés
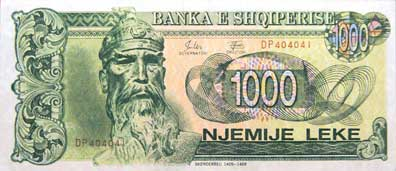
Bust de Skanderbeg reproduït en un bitllet albanés
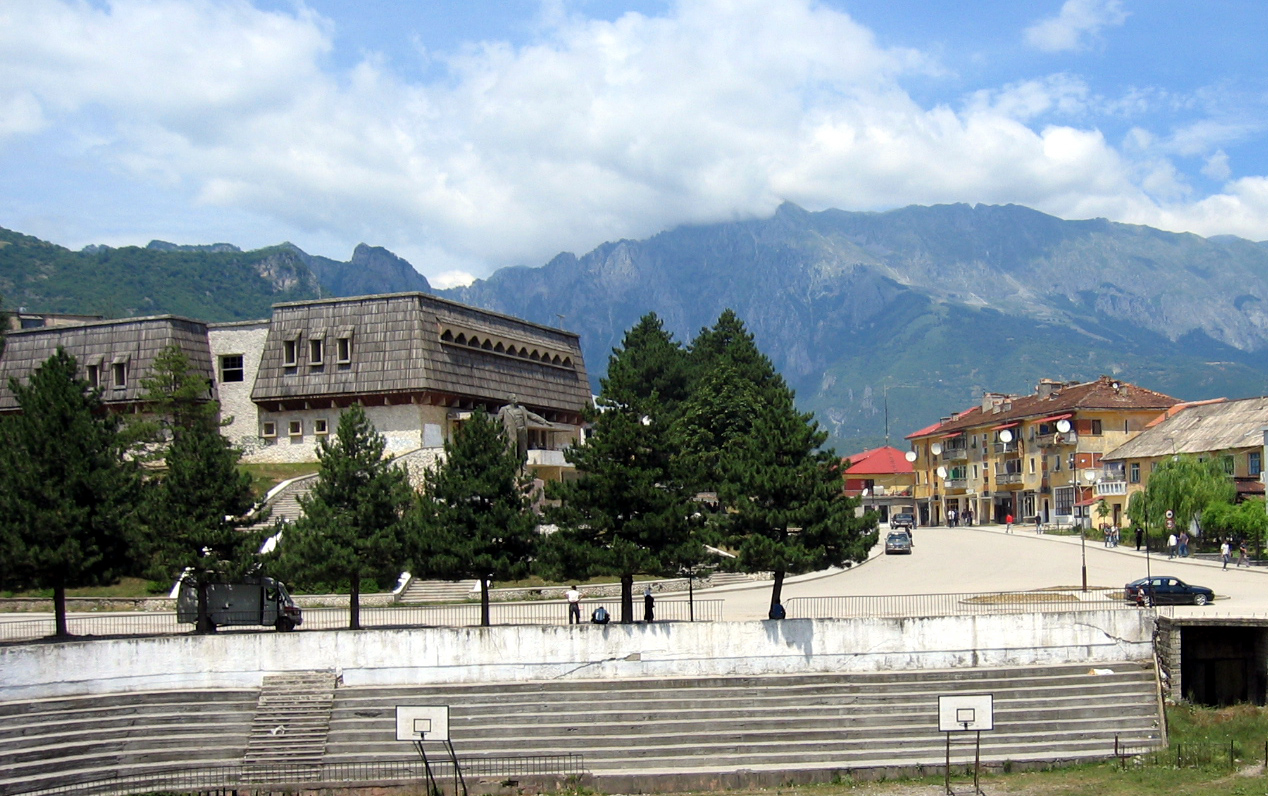
Monument a la ciutat de Bajram Curri
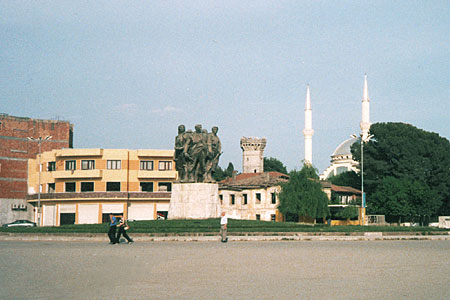
Monument als 5 herois nacionals, a Shkodër
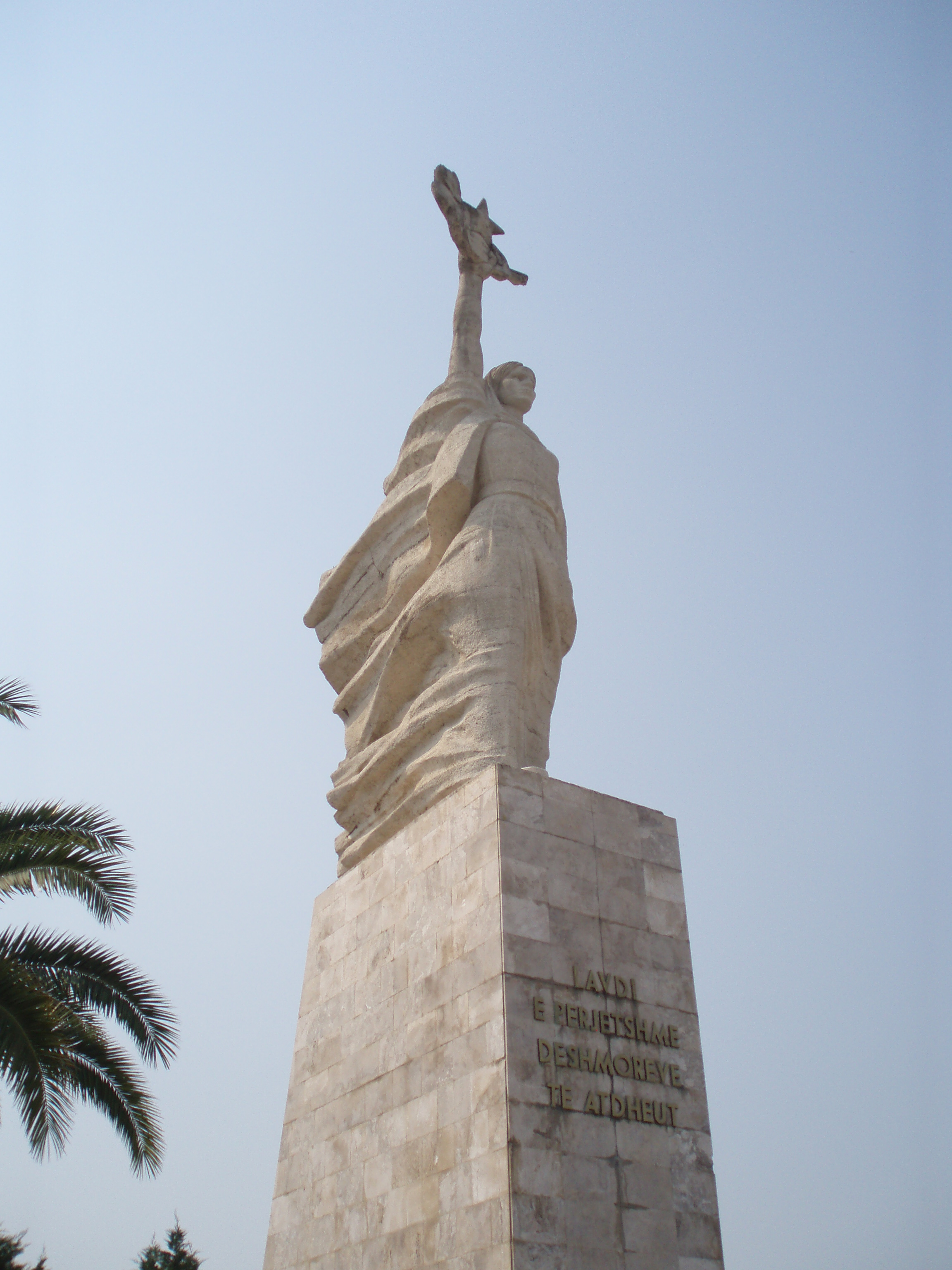
Monument a la pàtria a Tirana
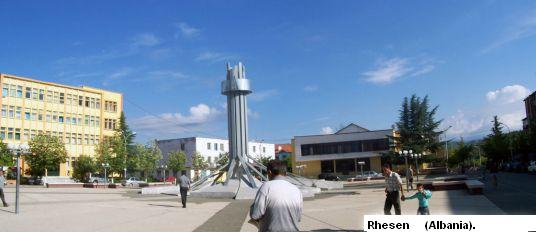
Monument a Rëshen
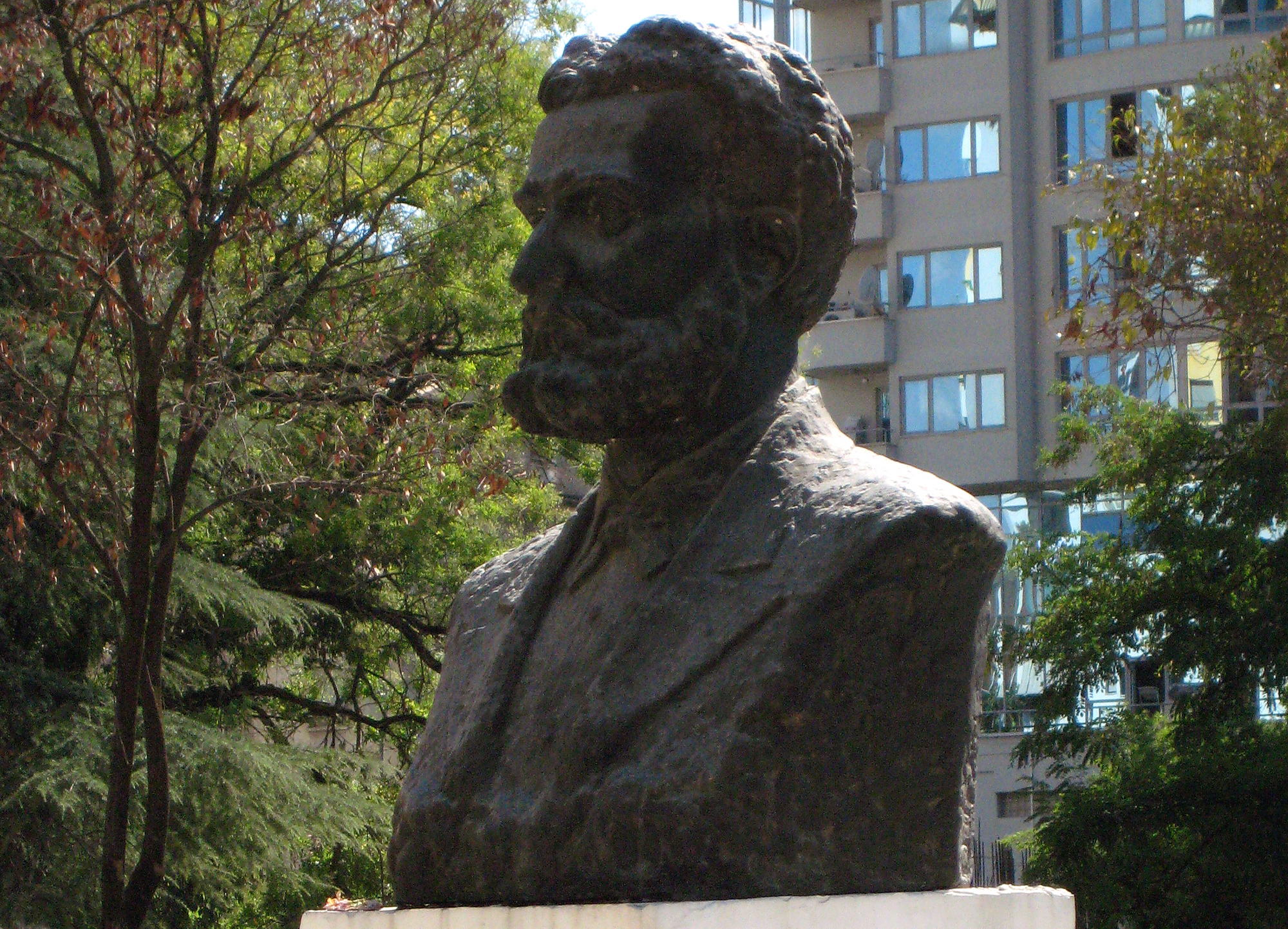
Bust d'Abdyl Frashëri a Tirana
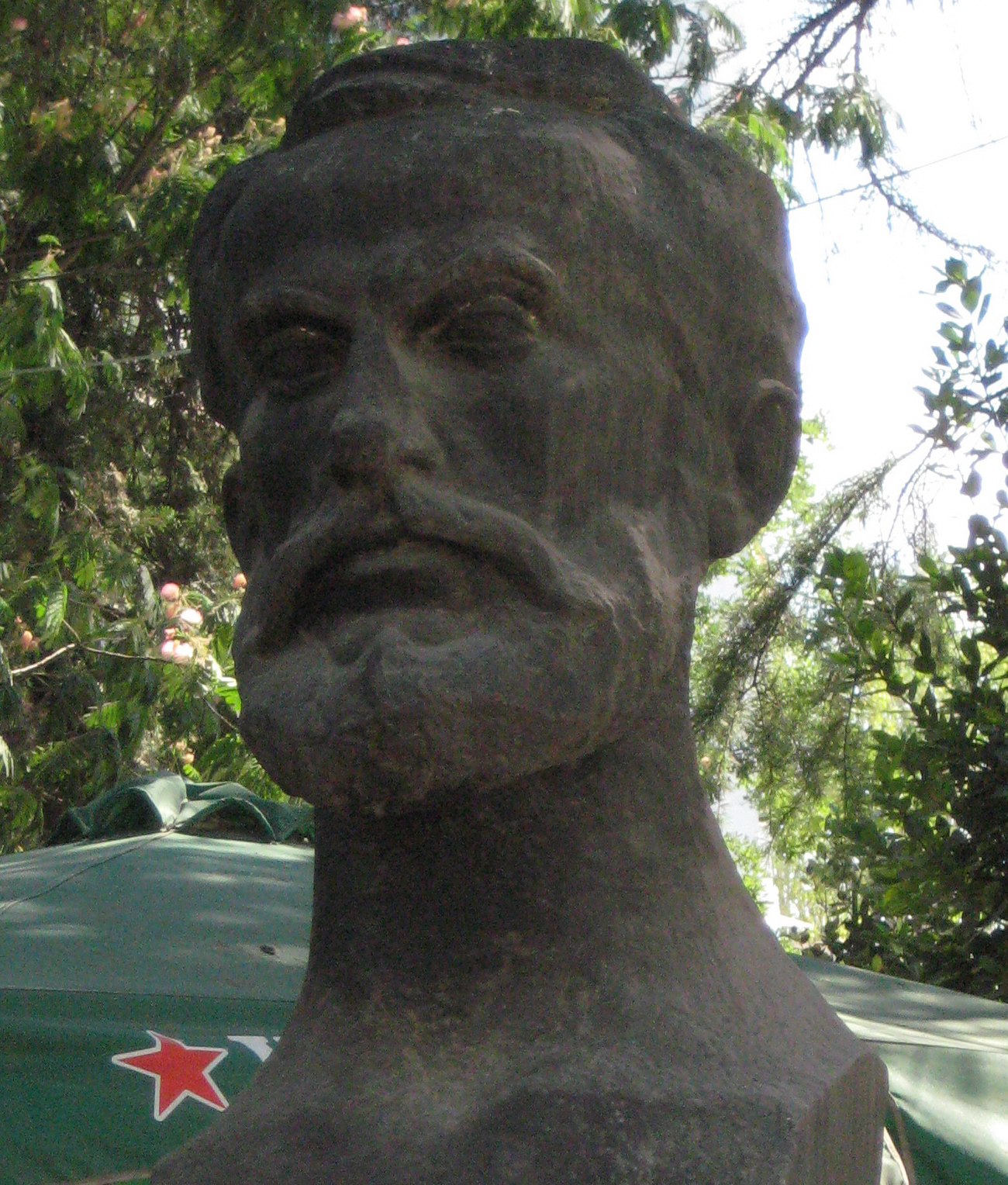
Sami Frashëri a Tirana
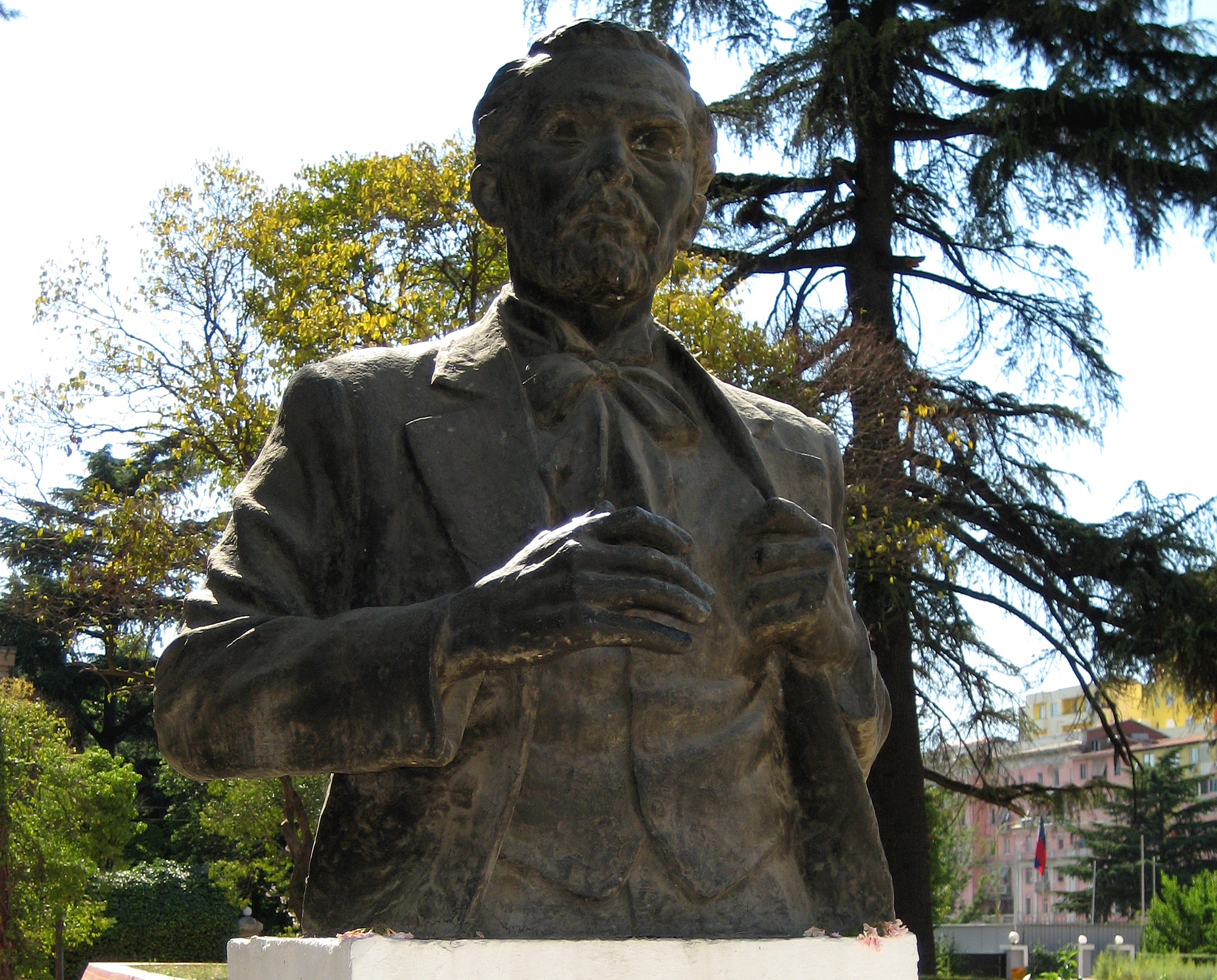
Naim Frashëri a Tirana
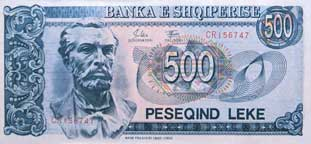
Bust reproduït en un bitllet albanés
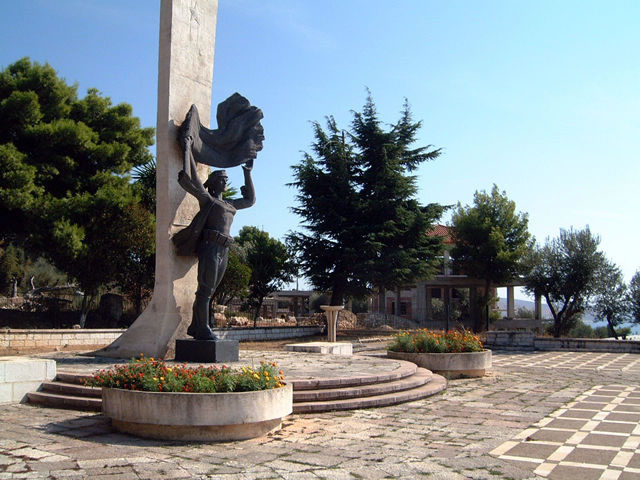
Monument partisà al Passeig Marítim de Saranda
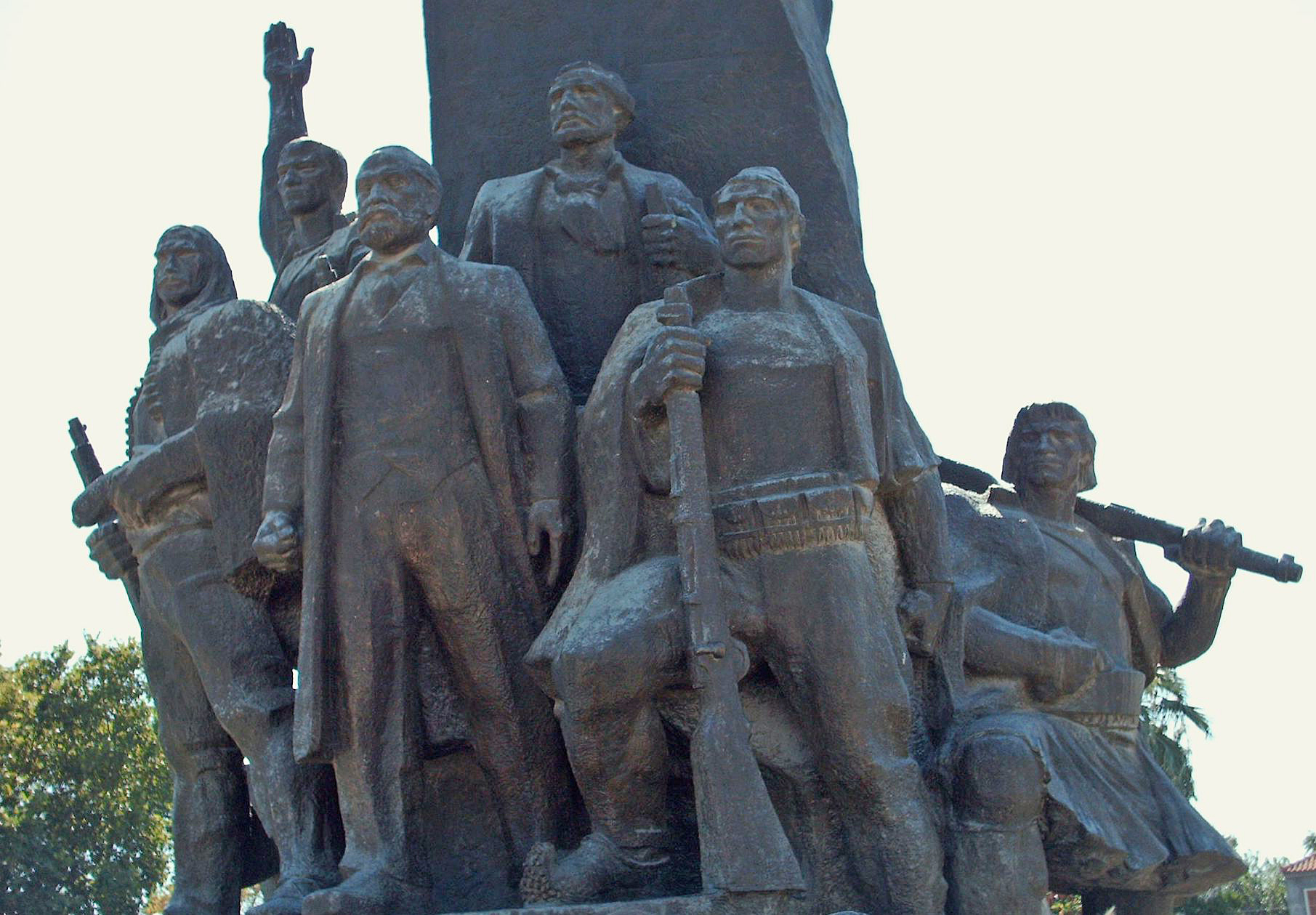
Monument a la independència, a Vlora (detall)
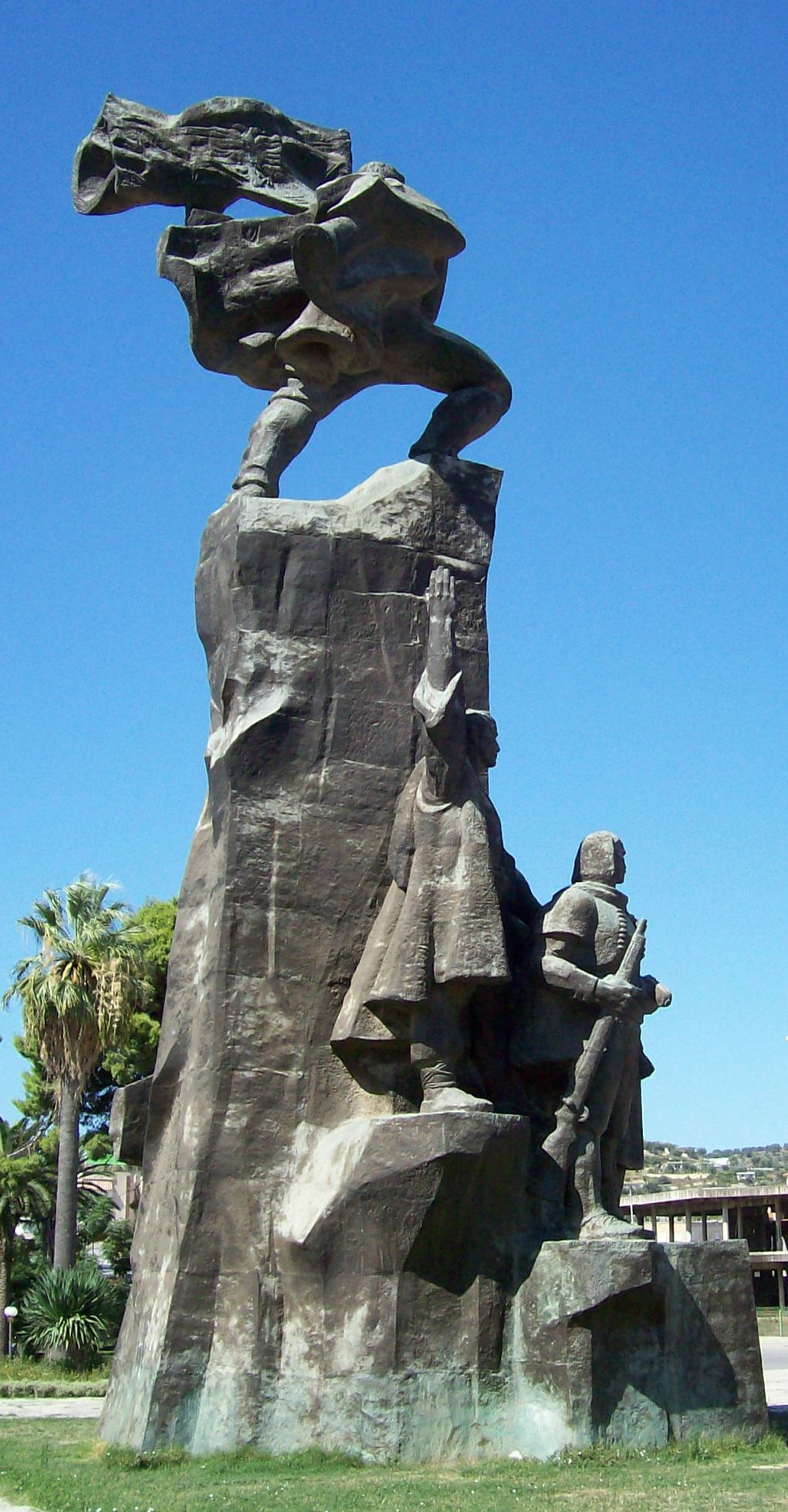
Monument a la independència, a Vlora (detall)

### Exposicions, concursos i monuments
Des de 1945, gairebé cada any s'organitzen exposicions de Belles arts.
El cas més important n'és l'aniversari de l'Alliberament i altres esdeveniments nacionals.
També s'hi organitzen nombrosos concursos nacionals.
El primer concurs s'anuncià al 1948 sobre la creació del monument de Skanderbeg.
El va guanyar l'escultor Janaq Paço (1914-1989), el seu esbós es feu en bronze 10 anys després i s'instal·là a la ciutat de Krujë el 28 de novembre de 1959.
Entre les creacions més importants, hi ha el monument eqüestre de Skanderbeg a Tirana (1968), dels autors Odhise Paskali, A. Pascal, Andrea Raja, J. Mano, Janaq Paço; el “Monumenti i Pvarësisë” a Vlorë (1972) de K. Rama, M. Rama, Muntaz Dhrami, Sh. Dhrami, Shaban Hadëri; i algunes estàtues de Dj. Thomai, P. Culi, H. Dule, A. Dushku, Andrea Mana, etc.
Dels anys 60 ençà, la influència en l'escultura albanesa no sols vingué d'Occident, també dels estats de l'Est.
En els anys 70 tres generacions de mestres artistes estaven llests per preparar joves artistes.
El primer grup arribà de les acadèmies d'Occident, el segon es va preparar a les escoles dels estats de l'Est, i el tercer s'havia preparat en l'Acadèmia de Tirana.
El realisme socialista era l'estil oficial. Sembla, però, que n'hi havia una doble via: l'oficial, i l'experimental del taller de l'artista.
També van sorgir friccions entre els que havien estat formats de manera oficial i els que hi mostraren un talent natural.
Hi sobresurt per la qualitat artística Sali Shijaku n. 1933).,pintor, ceramista i escultor.
El 1971, s'hi presentà l'exposició Primavera. Fou un intent de canviar els estrictes engranatges del sistema albanés. Però el cop en contra hi va ser immediat.

## La dècada de 1990
La caiguda del règim es veié marcada per l'enderrocament de les estàtues monumentals d'Enver Hoxha.
Fou un període de gran inestabilitat. Molta gent emigrà cap a Itàlia o Grècia.

## Escultors de la democràcia
Els principals representants de l'escultura actual d'Albània són:
- Artan Peqini

- Genc Mulliqi: director de la Galeria Nacional i professor de l'Acadèmia

- Pjetër Froku: viu a Creta

- Vladimir Llakaj: professor de l'Acadèmia de Belles Arts de Tirana

- Pjeter Vukaj

- Genti Tavanxhiu

- Els germans Ilirian i Helidon Xhixha

També continuen actius alguns dels representants de l'anterior període. És el cas de Muntaz Dhrami, que ha realitzat un retrat en bronze per a la Universitat de Tirana.
-Les escultures retirades: els grans blocs de bronze romanen emmagatzemats. Amb el temps seran desplaçats (com el Monument als cinc herois nacionals) o fosos en noves peces.
-Nous temes: sobretot de personatges històrics (Ali Pachà).
-Les escultures de Shkodra: la ciutat mostra una alta activitat, amb importants esdeveniments internacionals, centrats en l'escultura pública: utilització d'escultures per controlar el trànsit de la ciutat, substituint els inexistents semàfors.

-Les cases pintades de Tirana. L'alcalde de la ciutat, format com a escultor en l'Acadèmia, ha propiciat una forma original d'incloure la intervenció artística en la ciutat.

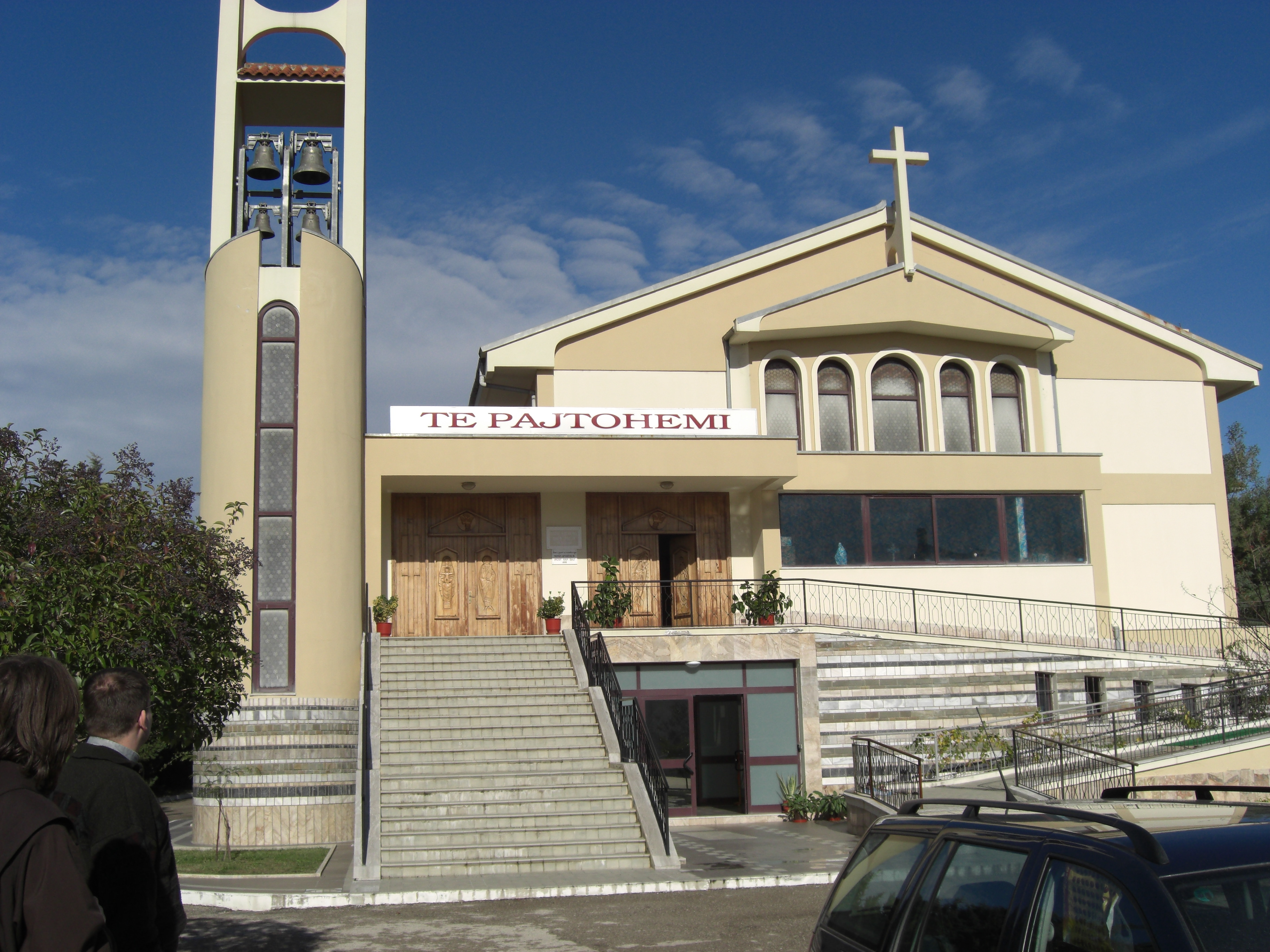
Portes tallades en una església catòlica d'Elbasan
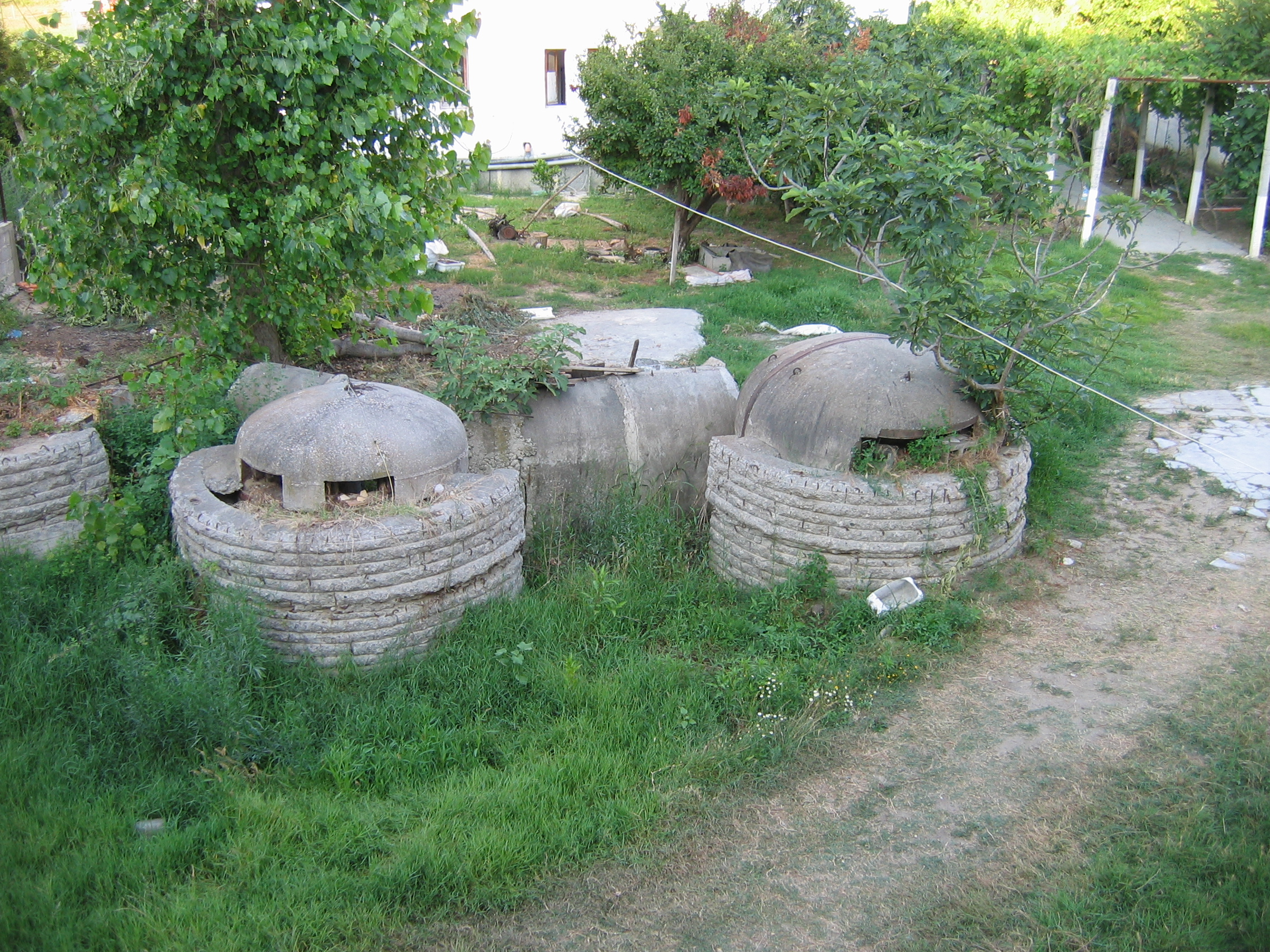
Casamata a la ciutat de Durrës
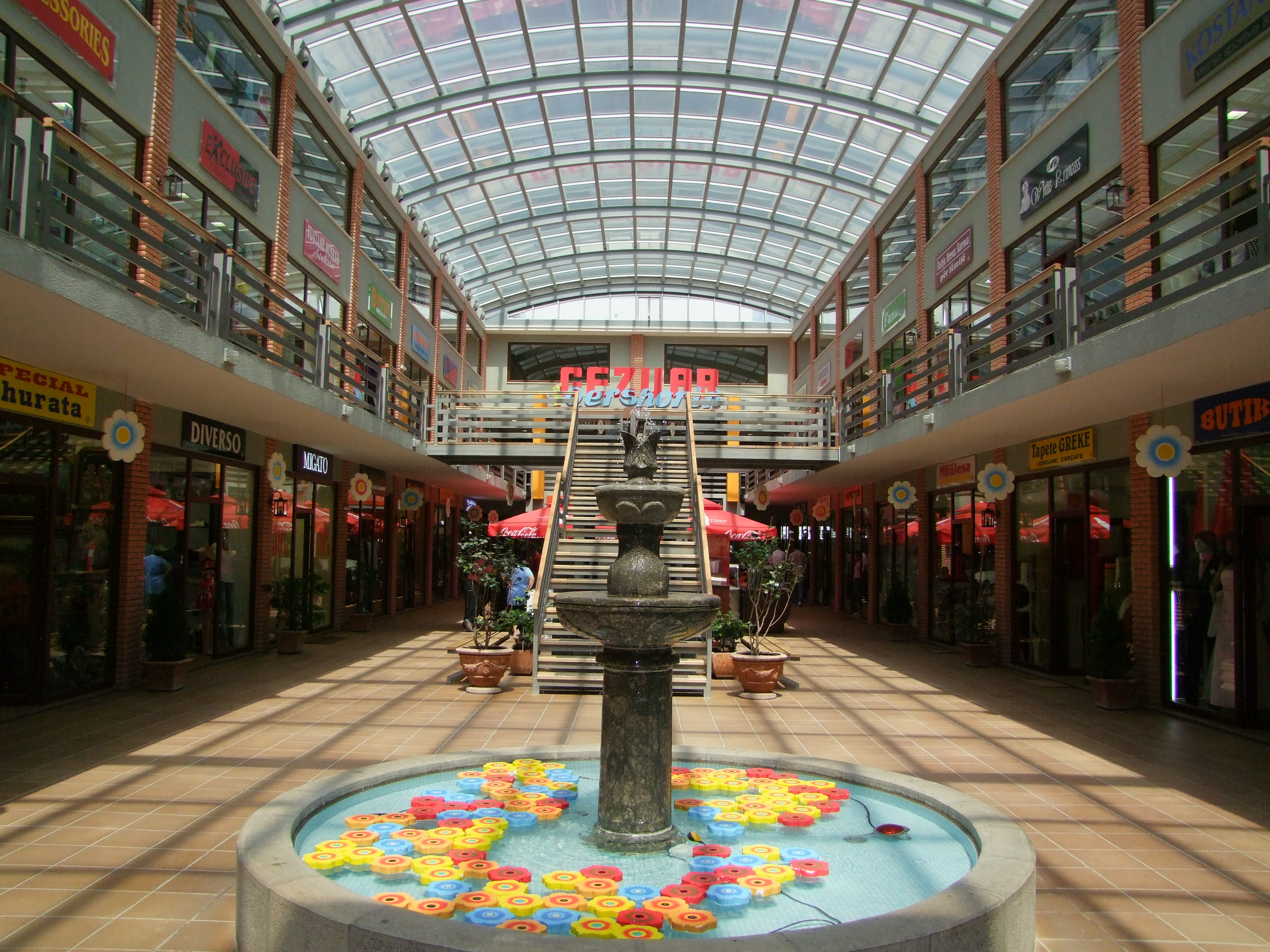
Font en un centre comercial de Korçë
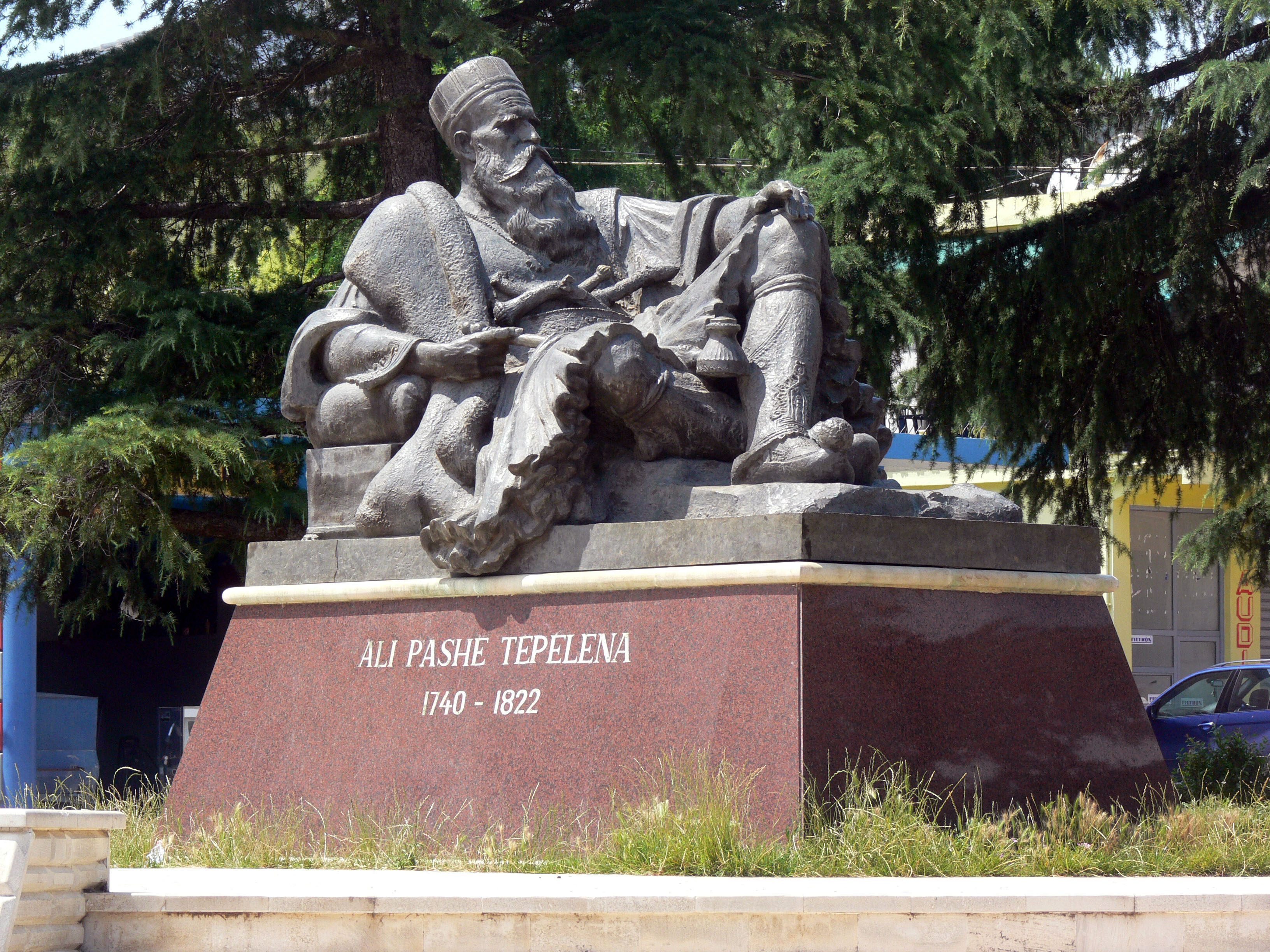
Monument a Ali Pachá a Tepelena, obra de Muntaz Dhrami
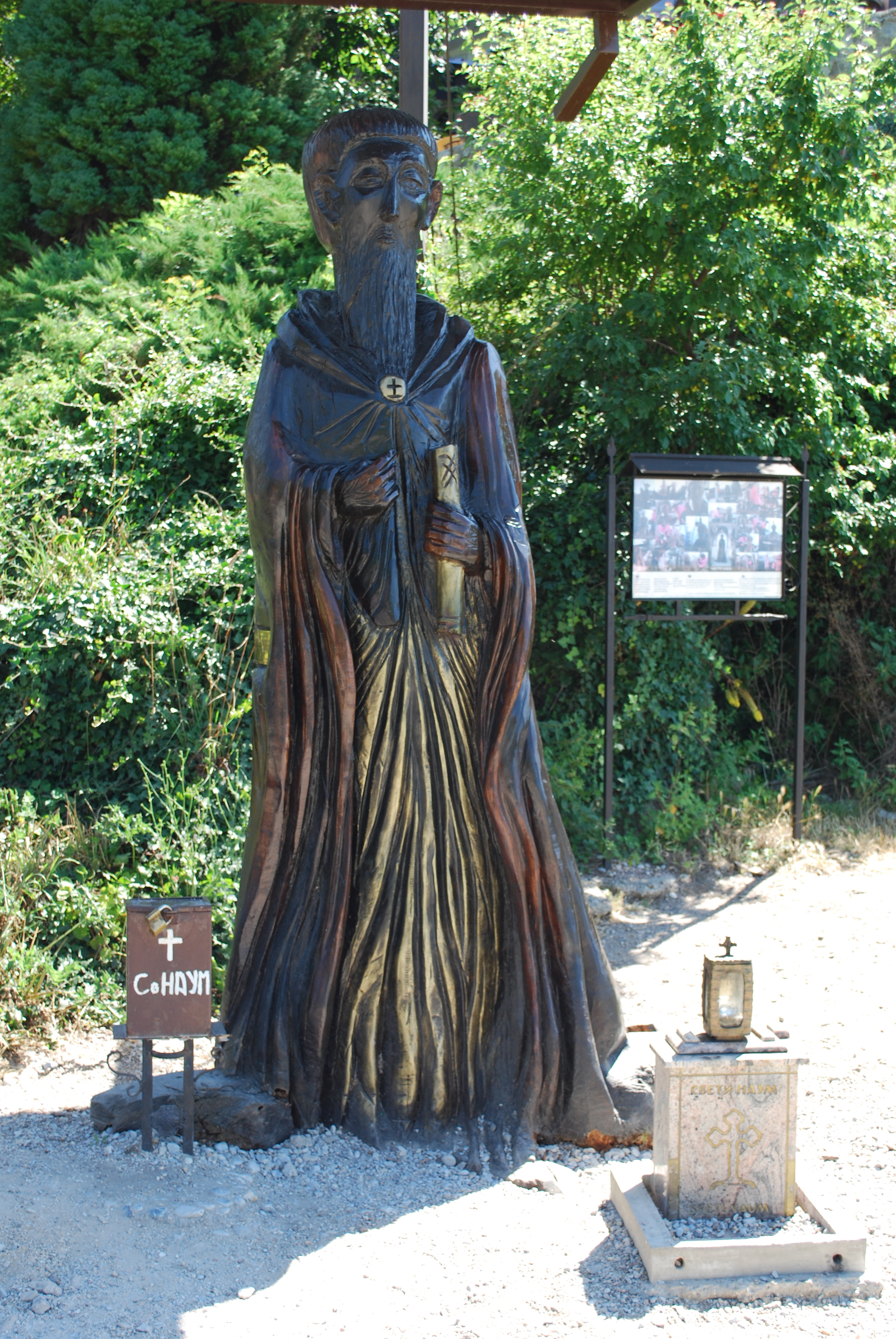
Escultura de sant Naum a Ohrid
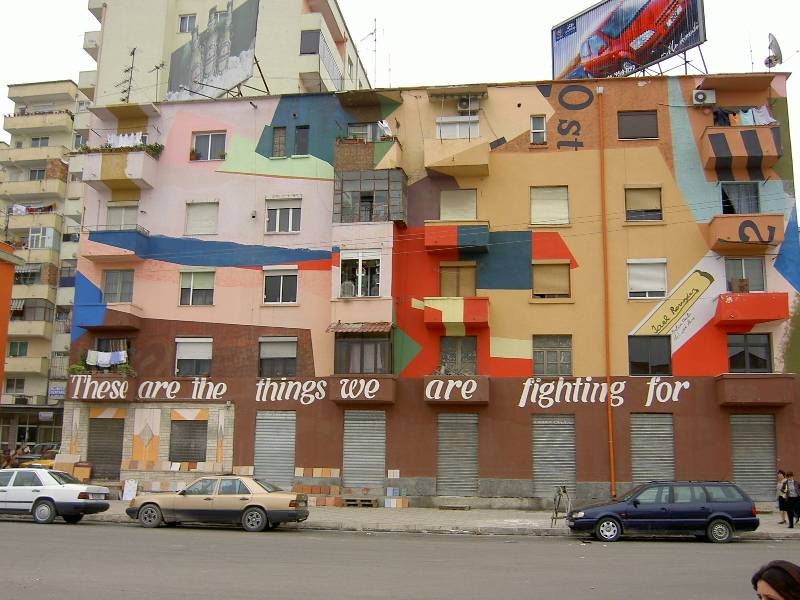
Edificis pintats de Tirana
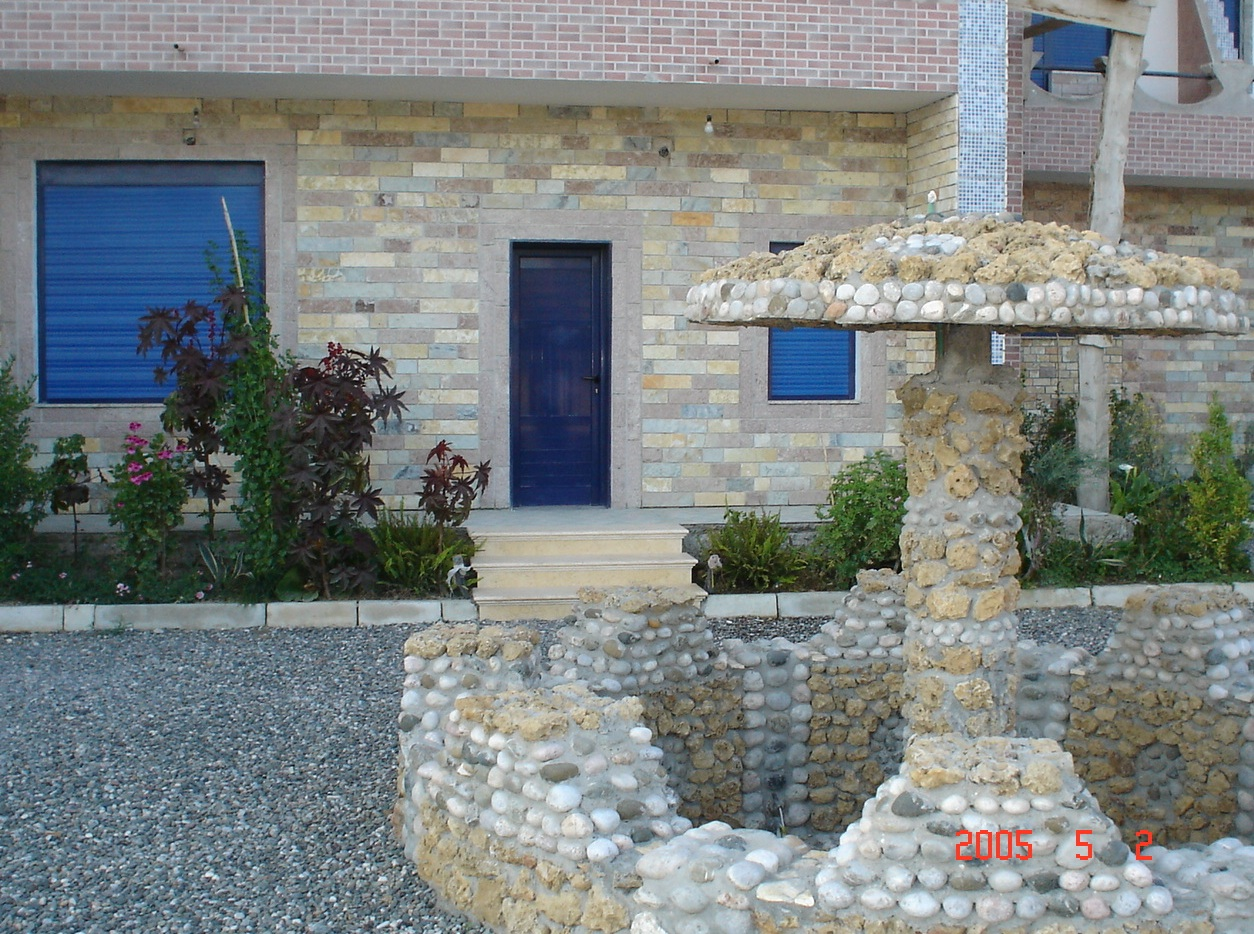
A Sarandë